# Nederlands voetbalelftal tijdens kwalificaties en eindronden

Het Nederlands voetbalelftal neemt sinds 1934 deel aan de kwalificaties en eindronden van Europese kampioenschappen en wereldkampioenschappen.

## Europees kampioenschap voetbal 2021

### Kwalificatieduels
|                                        |                                                 |       |             |                                                                                          |
| 21 maart 2019 «onderlinge duels» 20.45 | Nederland                                       | 4 − 0 | Wit-Rusland | Stadion: Stadion Feijenoord, Rotterdam Toeschouwers: 38.604 Scheidsrechter: Davide Massa |
| 21 maart 2019 «onderlinge duels» 20.45 | Depay 1', 55' (pen.) Wijnaldum 21' Van Dijk 86' |       |             | Stadion: Stadion Feijenoord, Rotterdam Toeschouwers: 38.604 Scheidsrechter: Davide Massa |
| 21 maart 2019 «onderlinge duels» 20.45 |                                                 |       |             | Stadion: Stadion Feijenoord, Rotterdam Toeschouwers: 38.604 Scheidsrechter: Davide Massa |
| 21 maart 2019 «onderlinge duels» 20.45 |                                                 |       |             | Stadion: Stadion Feijenoord, Rotterdam Toeschouwers: 38.604 Scheidsrechter: Davide Massa |
|                                        |                                                 |       |             |                                                                                          |

|                                            |                       |       |                                |                                                                                                |
| 24 maart 2019 «onderlinge duels» 20.45 uur | Nederland             | 2 − 3 | Duitsland                      | Stadion: Johan Cruijff ArenA, Amsterdam Toeschouwers: 51.694 Scheidsrechter: Jesús Gil Manzano |
| 24 maart 2019 «onderlinge duels» 20.45 uur | De Ligt 48' Depay 63' |       | 15' Sané 34' Gnabry 90' Schulz | Stadion: Johan Cruijff ArenA, Amsterdam Toeschouwers: 51.694 Scheidsrechter: Jesús Gil Manzano |
| 24 maart 2019 «onderlinge duels» 20.45 uur |                       |       |                                | Stadion: Johan Cruijff ArenA, Amsterdam Toeschouwers: 51.694 Scheidsrechter: Jesús Gil Manzano |
| 24 maart 2019 «onderlinge duels» 20.45 uur |                       |       |                                | Stadion: Johan Cruijff ArenA, Amsterdam Toeschouwers: 51.694 Scheidsrechter: Jesús Gil Manzano |
|                                            |                       |       |                                |                                                                                                |

|                                           |                            |       |                                                         |                                                                                           |
| 6 september 2019 «onderlinge duels» 20.45 | Duitsland                  | 2 − 4 | Nederland                                               | Stadion: Volksparkstadion, Hamburg Toeschouwers: 51.299 Scheidsrechter: Artur Soares Dias |
| 6 september 2019 «onderlinge duels» 20.45 | Gnabry 9' Kroos 73' (pen.) |       | 59' F. de Jong 66' (e.d.) Tah 79' Malen 90+1' Wijnaldum | Stadion: Volksparkstadion, Hamburg Toeschouwers: 51.299 Scheidsrechter: Artur Soares Dias |
| 6 september 2019 «onderlinge duels» 20.45 |                            |       |                                                         | Stadion: Volksparkstadion, Hamburg Toeschouwers: 51.299 Scheidsrechter: Artur Soares Dias |
| 6 september 2019 «onderlinge duels» 20.45 |                            |       |                                                         | Stadion: Volksparkstadion, Hamburg Toeschouwers: 51.299 Scheidsrechter: Artur Soares Dias |
|                                           |                            |       |                                                         |                                                                                           |

|                                           |         |                                        |           |                                                                                      |
| 9 september 2019 «onderlinge duels» 20.45 | Estland | 0 − 4                                  | Nederland | Stadion: A. Le Coq Arena, Tallinn Toeschouwers: 11.006 Scheidsrechter: Sergiej Bojko |
| 9 september 2019 «onderlinge duels» 20.45 |         | 17', 47' Babel 76' Depay 87' Wijnaldum |           | Stadion: A. Le Coq Arena, Tallinn Toeschouwers: 11.006 Scheidsrechter: Sergiej Bojko |
| 9 september 2019 «onderlinge duels» 20.45 |         |                                        |           | Stadion: A. Le Coq Arena, Tallinn Toeschouwers: 11.006 Scheidsrechter: Sergiej Bojko |
| 9 september 2019 «onderlinge duels» 20.45 |         |                                        |           | Stadion: A. Le Coq Arena, Tallinn Toeschouwers: 11.006 Scheidsrechter: Sergiej Bojko |
|                                           |         |                                        |           |                                                                                      |

|                                          |                                   |       |               |                                                                                            |
| 10 oktober 2019 «onderlinge duels» 20.45 | Nederland                         | 3 − 1 | Noord-Ierland | Stadion: Stadion Feijenoord, Rotterdam Toeschouwers: 41.348 Scheidsrechter: Benoît Bastien |
| 10 oktober 2019 «onderlinge duels» 20.45 | Depay 80', 90+4' L. de Jong 90+1' |       | 75' Magennis  | Stadion: Stadion Feijenoord, Rotterdam Toeschouwers: 41.348 Scheidsrechter: Benoît Bastien |
| 10 oktober 2019 «onderlinge duels» 20.45 |                                   |       |               | Stadion: Stadion Feijenoord, Rotterdam Toeschouwers: 41.348 Scheidsrechter: Benoît Bastien |
| 10 oktober 2019 «onderlinge duels» 20.45 |                                   |       |               | Stadion: Stadion Feijenoord, Rotterdam Toeschouwers: 41.348 Scheidsrechter: Benoît Bastien |
|                                          |                                   |       |               |                                                                                            |

|                                          |             |       |                    |                                                                                            |
| 13 oktober 2019 «onderlinge duels» 18.00 | Wit-Rusland | 1 − 2 | Nederland          | Stadion: Dinamostadion, Minsk Toeschouwers: 21.639 Scheidsrechter: Anastasios Sidiropoulos |
| 13 oktober 2019 «onderlinge duels» 18.00 | Drahun 54'  |       | 32', 41' Wijnaldum | Stadion: Dinamostadion, Minsk Toeschouwers: 21.639 Scheidsrechter: Anastasios Sidiropoulos |
| 13 oktober 2019 «onderlinge duels» 18.00 |             |       |                    | Stadion: Dinamostadion, Minsk Toeschouwers: 21.639 Scheidsrechter: Anastasios Sidiropoulos |
| 13 oktober 2019 «onderlinge duels» 18.00 |             |       |                    | Stadion: Dinamostadion, Minsk Toeschouwers: 21.639 Scheidsrechter: Anastasios Sidiropoulos |
|                                          |             |       |                    |                                                                                            |

|                                           |               |       |           |                                                                                      |
| 16 november 2019 «onderlinge duels» 20.45 | Noord-Ierland | 0 − 0 | Nederland | Stadion: Windsor Park, Belfast Toeschouwers: 18.404 Scheidsrechter: Szymon Marciniak |
| 16 november 2019 «onderlinge duels» 20.45 |               |       |           | Stadion: Windsor Park, Belfast Toeschouwers: 18.404 Scheidsrechter: Szymon Marciniak |
| 16 november 2019 «onderlinge duels» 20.45 |               |       |           | Stadion: Windsor Park, Belfast Toeschouwers: 18.404 Scheidsrechter: Szymon Marciniak |
| 16 november 2019 «onderlinge duels» 20.45 |               |       |           | Stadion: Windsor Park, Belfast Toeschouwers: 18.404 Scheidsrechter: Szymon Marciniak |
|                                           |               |       |           |                                                                                      |

|                                           |                                          |       |         |                                                                                           |
| 19 november 2019 «onderlinge duels» 20.45 | Nederland                                | 5 − 0 | Estland | Stadion: Johan Cruijff ArenA, Amsterdam Toeschouwers: 50.386 Scheidsrechter: Davide Massa |
| 19 november 2019 «onderlinge duels» 20.45 | Wijnaldum 6', 66', 74' Aké 19' Boadu 87' |       |         | Stadion: Johan Cruijff ArenA, Amsterdam Toeschouwers: 50.386 Scheidsrechter: Davide Massa |
| 19 november 2019 «onderlinge duels» 20.45 |                                          |       |         | Stadion: Johan Cruijff ArenA, Amsterdam Toeschouwers: 50.386 Scheidsrechter: Davide Massa |
| 19 november 2019 «onderlinge duels» 20.45 |                                          |       |         | Stadion: Johan Cruijff ArenA, Amsterdam Toeschouwers: 50.386 Scheidsrechter: Davide Massa |
|                                           |                                          |       |         |                                                                                           |

### Eindstand groep C
| Pos | Team             | Wed | W | G | V | Ptn | DV | DT | +/− | Kwalificatie                     |
| --- | ---------------- | --- | - | - | - | --- | -- | -- | --- | -------------------------------- |
| 1   | Duitsland        | 8   | 7 | 0 | 1 | 21  | 30 | 7  | +23 | Geplaatst voor het hoofdtoernooi |
| 2   | Nederland        | 8   | 6 | 1 | 1 | 19  | 25 | 7  | +18 | Geplaatst voor het hoofdtoernooi |
| 3   | Noord-Ierland PO | 8   | 4 | 1 | 3 | 13  | 9  | 13 | −4  | Geplaatst voor de play-offs      |
| 4   | Wit-Rusland PO   | 8   | 1 | 1 | 6 | 4   | 4  | 16 | −12 | Geplaatst voor de play-offs      |
| 5   | Estland          | 8   | 0 | 1 | 7 | 1   | 2  | 27 | −25 |                                  |

Resultaat: Nederland plaatst zich, een wedstrijd voor het einde van de kwalificatie, rechtstreeks voor het EK.

## Wereldkampioenschap voetbal 2018

### Kwalificatieduels
|                        |          |       |              |                                                                          |
| 6 september 2016 20:45 | Zweden   | 1 − 1 | Nederland    | Friends Arena, Solna Toeschouwers: 36.128 Scheidsrechter: Daniele Orsato |
| 6 september 2016 20:45 | Berg 43' |       | 67' Sneijder | Friends Arena, Solna Toeschouwers: 36.128 Scheidsrechter: Daniele Orsato |

|                      |                                          |       |             |                                                                                  |
| 7 oktober 2016 20:45 | Nederland                                | 4 − 1 | Wit-Rusland | Stadion Feijenoord, Rotterdam Toeschouwers: 41.200 Scheidsrechter: Craig Thomson |
| 7 oktober 2016 20:45 | Promes 14', 30' Klaassen 54' Janssen 63' |       | 46' Rios    | Stadion Feijenoord, Rotterdam Toeschouwers: 41.200 Scheidsrechter: Craig Thomson |

|                       |           |           |           |                                                                               |
| 10 oktober 2016 20:45 | Nederland | 0 − 1     | Frankrijk | Amsterdam ArenA, Amsterdam Toeschouwers: 50.220 Scheidsrechter: Damir Skomina |
| 10 oktober 2016 20:45 |           | 30' Pogba |           | Amsterdam ArenA, Amsterdam Toeschouwers: 50.220 Scheidsrechter: Damir Skomina |

|                        |                   |       |                           |                                                                                       |
| 13 november 2016 18:00 | Luxemburg         | 1 − 3 | Nederland                 | Stade Josy Barthel, Luxemburg-stad Toeschouwers: 8.000 Scheidsrechter: Anthony Taylor |
| 13 november 2016 18:00 | Chanot 44' (pen.) |       | 36' Robben 58', 84' Depay | Stade Josy Barthel, Luxemburg-stad Toeschouwers: 8.000 Scheidsrechter: Anthony Taylor |

|                     |               |       |           |                                                                                           |
| 25 maart 2017 20:45 | Bulgarije     | 2 − 0 | Nederland | Vasil Levski Nationaal Stadion, Sofia Toeschouwers: 10.900 Scheidsrechter: William Collum |
| 25 maart 2017 20:45 | Delev 5', 20' |       |           | Vasil Levski Nationaal Stadion, Sofia Toeschouwers: 10.900 Scheidsrechter: William Collum |

|                   |                                                                     |       |           |                                                                                       |
| 9 juni 2017 20:45 | Nederland                                                           | 5 − 0 | Luxemburg | Stadion Feijenoord, Rotterdam Toeschouwers: 41.300 Scheidsrechter: Bartosz Frankowski |
| 9 juni 2017 20:45 | Robben 21' Sneijder 34' Wijnaldum 62' Promes 70' Janssen 84' (pen.) |       |           | Stadion Feijenoord, Rotterdam Toeschouwers: 41.300 Scheidsrechter: Bartosz Frankowski |

|                        |                                           |       |                    |                                                                                   |
| 31 augustus 2017 20:45 | Frankrijk                                 | 4 − 0 | Nederland          | Stade de France, Saint-Denis Toeschouwers: 80.000 Scheidsrechter: Gianluca Rocchi |
| 31 augustus 2017 20:45 | Griezmann 14' Lemar 73', 88' Mbappé 90+1' |       | 56', 62' Strootman | Stade de France, Saint-Denis Toeschouwers: 80.000 Scheidsrechter: Gianluca Rocchi |

|                        |                            |       |                |                                                                                         |
| 3 september 2017 18:00 | Nederland                  | 3 − 1 | Bulgarije      | Amsterdam ArenA, Amsterdam Toeschouwers: 47.079 Scheidsrechter: Anastasios Sidiropoulos |
| 3 september 2017 18:00 | Pröpper 7', 80' Robben 67' |       | 69' Kostadinov | Amsterdam ArenA, Amsterdam Toeschouwers: 47.079 Scheidsrechter: Anastasios Sidiropoulos |

|                      |             |       |                                           |                                                                           |
| 7 oktober 2017 20:45 | Wit-Rusland | 1 − 3 | Nederland                                 | Borisov Arena, Borisov Toeschouwers: 6.850 Scheidsrechter: Michael Oliver |
| 7 oktober 2017 20:45 | Volodko 55' |       | 24' Pröpper 84' (pen.) Robben 90+3' Depay | Borisov Arena, Borisov Toeschouwers: 6.850 Scheidsrechter: Michael Oliver |

|                       |                        |       |        |                                                                                 |
| 10 oktober 2017 20:45 | Nederland              | 2 − 0 | Zweden | Amsterdam ArenA, Amsterdam Toeschouwers: 41.244 Scheidsrechter: Sergej Karasjov |
| 10 oktober 2017 20:45 | Robben 16' (pen.), 40' |       |        | Amsterdam ArenA, Amsterdam Toeschouwers: 41.244 Scheidsrechter: Sergej Karasjov |

### Eindstand groep A
| Pos. | Land        | GW | W | G | V | DV | DT | DS  | Ptn |
| ---- | ----------- | -- | - | - | - | -- | -- | --- | --- |
| 1    | Frankrijk   | 10 | 7 | 2 | 1 | 18 | 6  | +12 | 23  |
| 2    | Zweden      | 10 | 6 | 1 | 3 | 26 | 9  | +17 | 19  |
| 3    | Nederland   | 10 | 6 | 1 | 3 | 21 | 12 | +9  | 19  |
| 4    | Bulgarije   | 10 | 4 | 1 | 5 | 14 | 19 | –5  | 13  |
| 5    | Luxemburg   | 10 | 1 | 3 | 6 | 8  | 26 | –18 | 6   |
| 6    | Wit-Rusland | 10 | 1 | 2 | 7 | 6  | 21 | –15 | 5   |

Resultaat: uitgeschakeld in kwalificatie.

## Europees kampioenschap voetbal 2016

### Kwalificatieduels
|                            |                        |         |             |                                                                            |
| 9 september 2014 20:45 uur | Tsjechië               | 2 − 1   | Nederland   | Generali Arena, Praag Toeschouwers: 17.946 Scheidsrechter: Gianluca Rocchi |
| 9 september 2014 20:45 uur | Dočkal 22' Pilař 90+1' | details | 55' De Vrij | Generali Arena, Praag Toeschouwers: 17.946 Scheidsrechter: Gianluca Rocchi |

|                           |                                                 |         |                            |                                                                           |
| 10 oktober 2014 20:45 uur | Nederland                                       | 3 − 1   | Kazachstan                 | Amsterdam ArenA, Amsterdam Toeschouwers: 45.000 Scheidsrechter: Matej Jug |
| 10 oktober 2014 20:45 uur | Huntelaar 62' Afellay 82' Van Persie 89' (pen.) | details | 17' Abdulin 63' Dzholchiev | Amsterdam ArenA, Amsterdam Toeschouwers: 45.000 Scheidsrechter: Matej Jug |

|                           |                               |         |           |                                                                                          |
| 13 oktober 2014 20:45 uur | IJsland                       | 2 − 0   | Nederland | Laugardalsvöllur, Reykjavik Toeschouwers: 10.000 Scheidsrechter: Carlos Velasco Carballo |
| 13 oktober 2014 20:45 uur | G. Sigurðsson 10' (pen.), 42' | details |           | Laugardalsvöllur, Reykjavik Toeschouwers: 10.000 Scheidsrechter: Carlos Velasco Carballo |

|                            |                                                           |         |         |                                                                             |
| 16 november 2014 18:00 uur | Nederland                                                 | 6 − 0   | Letland | Amsterdam ArenA, Amsterdam Toeschouwers: 47.500 Scheidsrechter: Liran Liany |
| 16 november 2014 18:00 uur | Van Persie 6' Robben 35', 82' Huntelaar 42' 89' Bruma 78' | details |         | Amsterdam ArenA, Amsterdam Toeschouwers: 47.500 Scheidsrechter: Liran Liany |

|                         |                 |         |            |                                                                             |
| 28 maart 2015 20:45 uur | Nederland       | 1 − 1   | Turkije    | Amsterdam ArenA, Amsterdam Toeschouwers: 49.500 Scheidsrechter: Felix Brych |
| 28 maart 2015 20:45 uur | Huntelaar 90+3' | details | 37' Yılmaz | Amsterdam ArenA, Amsterdam Toeschouwers: 49.500 Scheidsrechter: Felix Brych |

|                        |         |         |                            |                                                                           |
| 12 juni 2015 20:45 uur | Letland | 0 − 2   | Nederland                  | Skontostadion, Riga Toeschouwers: 8.087 Scheidsrechter: Svein Oddvar Moen |
| 12 juni 2015 20:45 uur |         | details | 67' Wijnaldum 71' Narsingh | Skontostadion, Riga Toeschouwers: 8.087 Scheidsrechter: Svein Oddvar Moen |

|                            |                  |         |                          |                                                                               |
| 3 september 2015 20:45 uur | Nederland        | 0 − 1   | IJsland                  | Amsterdam ArenA, Amsterdam Toeschouwers: 50.275 Scheidsrechter: Milorad Mažić |
| 3 september 2015 20:45 uur | Martins Indi 33' | details | 51' (pen.) G. Sigurðsson | Amsterdam ArenA, Amsterdam Toeschouwers: 50.275 Scheidsrechter: Milorad Mažić |

|                            |                                 |         |           |                                                                                              |
| 6 september 2015 18:00 uur | Turkije                         | 3 − 0   | Nederland | Konya Büyükşehir Torku Arena, Konya Toeschouwers: 41.007 Scheidsrechter: Antonio Mateu Lahoz |
| 6 september 2015 18:00 uur | Özyakup 8' Turan 26' Yılmaz 86' | details |           | Konya Büyükşehir Torku Arena, Konya Toeschouwers: 41.007 Scheidsrechter: Antonio Mateu Lahoz |

|                           |            |         |                            |                                                                          |
| 10 oktober 2015 18:00 uur | Kazachstan | 1 − 2   | Nederland                  | Astana Arena, Astana Toeschouwers: 20.716 Scheidsrechter: Clément Turpin |
| 10 oktober 2015 18:00 uur | Kuat 90+5' | details | 33' Wijnaldum 50' Sneijder | Astana Arena, Astana Toeschouwers: 20.716 Scheidsrechter: Clément Turpin |

|                           |                              |         |                                                         |                                                                               |
| 13 oktober 2015 20:45 uur | Nederland                    | 2 − 3   | Tsjechië                                                | Amsterdam ArenA, Amsterdam Toeschouwers: 48.000 Scheidsrechter: Damir Skomina |
| 13 oktober 2015 20:45 uur | Huntelaar 70' Van Persie 83' | details | 24' Kadeřábek 35' Šural 66' (e.d.) Van Persie 43' Suchý | Amsterdam ArenA, Amsterdam Toeschouwers: 48.000 Scheidsrechter: Damir Skomina |

### Eindstand groep A
| Pos | Land       | Wed | Win | Gel | Ver | DV | DT | +/− | Pnt |
| --- | ---------- | --- | --- | --- | --- | -- | -- | --- | --- |
| 1   | Tsjechië   | 10  | 7   | 1   | 2   | 19 | 14 | +5  | 22  |
| 2   | IJsland    | 10  | 6   | 2   | 2   | 17 | 6  | +11 | 20  |
| 3   | Turkije    | 10  | 5   | 3   | 2   | 14 | 9  | +5  | 18  |
| 4   | Nederland  | 10  | 4   | 1   | 5   | 17 | 14 | +3  | 13  |
| 5   | Kazachstan | 10  | 1   | 2   | 7   | 7  | 18 | –11 | 5   |
| 6   | Letland    | 10  | 0   | 5   | 5   | 6  | 19 | –13 | 5   |

Resultaat: uitgeschakeld in kwalificatie.

## Wereldkampioenschap voetbal 2014

### Kwalificatieduels
Nederland is voor de kwalificatie van het WK 2014 in Brazilië ingedeeld in groep D. De winnaar van de groep plaatst zich rechtstreeks voor het WK, de nummer twee (indien niet de slechtste nummer twee) plaatst zich voor de play-offs.
|                  |           |       |         |                            |
| 7 september 2012 | Nederland | 2 – 0 | Turkije | Amsterdam ArenA, Amsterdam |
| 7 september 2012 |           |       |         | Amsterdam ArenA, Amsterdam |

|                   |           |       |           |                                  |
| 11 september 2012 | Hongarije | 1 – 4 | Nederland | Ferenc Puskás Stadion, Boedapest |
| 11 september 2012 |           |       |           | Ferenc Puskás Stadion, Boedapest |

|                 |           |       |         |                               |
| 12 oktober 2012 | Nederland | 3 – 0 | Andorra | Stadion Feijenoord, Rotterdam |
| 12 oktober 2012 |           |       |         | Stadion Feijenoord, Rotterdam |

|                 |          |       |           |                            |
| 16 oktober 2012 | Roemenië | 1 – 4 | Nederland | Arena Națională, Boekarest |
| 16 oktober 2012 |          |       |           | Arena Națională, Boekarest |

|               |           |       |         |                            |
| 22 maart 2013 | Nederland | 3 – 0 | Estland | Amsterdam ArenA, Amsterdam |
| 22 maart 2013 |           |       |         | Amsterdam ArenA, Amsterdam |

|               |           |       |          |                            |
| 26 maart 2013 | Nederland | 4 – 0 | Roemenië | Amsterdam ArenA, Amsterdam |
| 26 maart 2013 |           |       |          | Amsterdam ArenA, Amsterdam |

|                  |         |       |           |                          |
| 6 september 2013 | Estland | 2 - 2 | Nederland | A. Le Coq Arena, Tallinn |
| 6 september 2013 |         |       |           | A. Le Coq Arena, Tallinn |

|                   |         |       |           |                                                     |
| 10 september 2013 | Andorra | 0 - 2 | Nederland | Estadi Comunal d'Andorra la Vella, Andorra la Vella |
| 10 september 2013 |         |       |           | Estadi Comunal d'Andorra la Vella, Andorra la Vella |

|                 |           |       |           |                            |
| 11 oktober 2013 | Nederland | 8 - 1 | Hongarije | Amsterdam ArenA, Amsterdam |
| 11 oktober 2013 |           |       |           | Amsterdam ArenA, Amsterdam |

|                 |         |       |           |                                  |
| 15 oktober 2013 | Turkije | 0 - 2 | Nederland | Şükrü Saracoğlustadion, İstanbul |
| 15 oktober 2013 |         |       |           | Şükrü Saracoğlustadion, İstanbul |

### Vriendschappelijke interlands
|                        |        |       |           |                                  |
| 15 augustus 2012 20:00 | België | 4 – 2 | Nederland | Koning Boudewijnstadion, Brussel |
| 15 augustus 2012 20:00 |        |       |           | Koning Boudewijnstadion, Brussel |

|                        |           |       |           |                            |
| 14 november 2012 20:30 | Nederland | 0 – 0 | Duitsland | Amsterdam ArenA, Amsterdam |
| 14 november 2012 20:30 |           |       |           | Amsterdam ArenA, Amsterdam |

|                       |           |       |        |                            |
| 6 februari 2013 20:30 | Nederland | 1 – 1 | Italië | Amsterdam ArenA, Amsterdam |
| 6 februari 2013 20:30 |           |       |        | Amsterdam ArenA, Amsterdam |

|                           |           |       |           |                                   |
| 7 juni 2013 20:30 (UTC+7) | Indonesië | 0 – 3 | Nederland | Gelora Bung Karnostadion, Jakarta |
| 7 juni 2013 20:30 (UTC+7) |           |       |           | Gelora Bung Karnostadion, Jakarta |

|                            |       |       |           |                          |
| 11 juni 2013 20:00 (UTC+8) | China | 0 – 2 | Nederland | Arbeidersstadion, Peking |
| 11 juni 2013 20:00 (UTC+8) |       |       |           | Arbeidersstadion, Peking |

|                  |          |       |           |                       |
| 14 augustus 2013 | Portugal | 1 – 1 | Nederland | Estádio Algarve, Faro |
| 14 augustus 2013 |          |       |           | Estádio Algarve, Faro |

|              |           |       |           |                              |
| 5 maart 2014 | Frankrijk | 2 – 0 | Nederland | Stade de France, Saint-Denis |
| 5 maart 2014 |           |       |           | Stade de France, Saint-Denis |

## Europees kampioenschap voetbal 2012

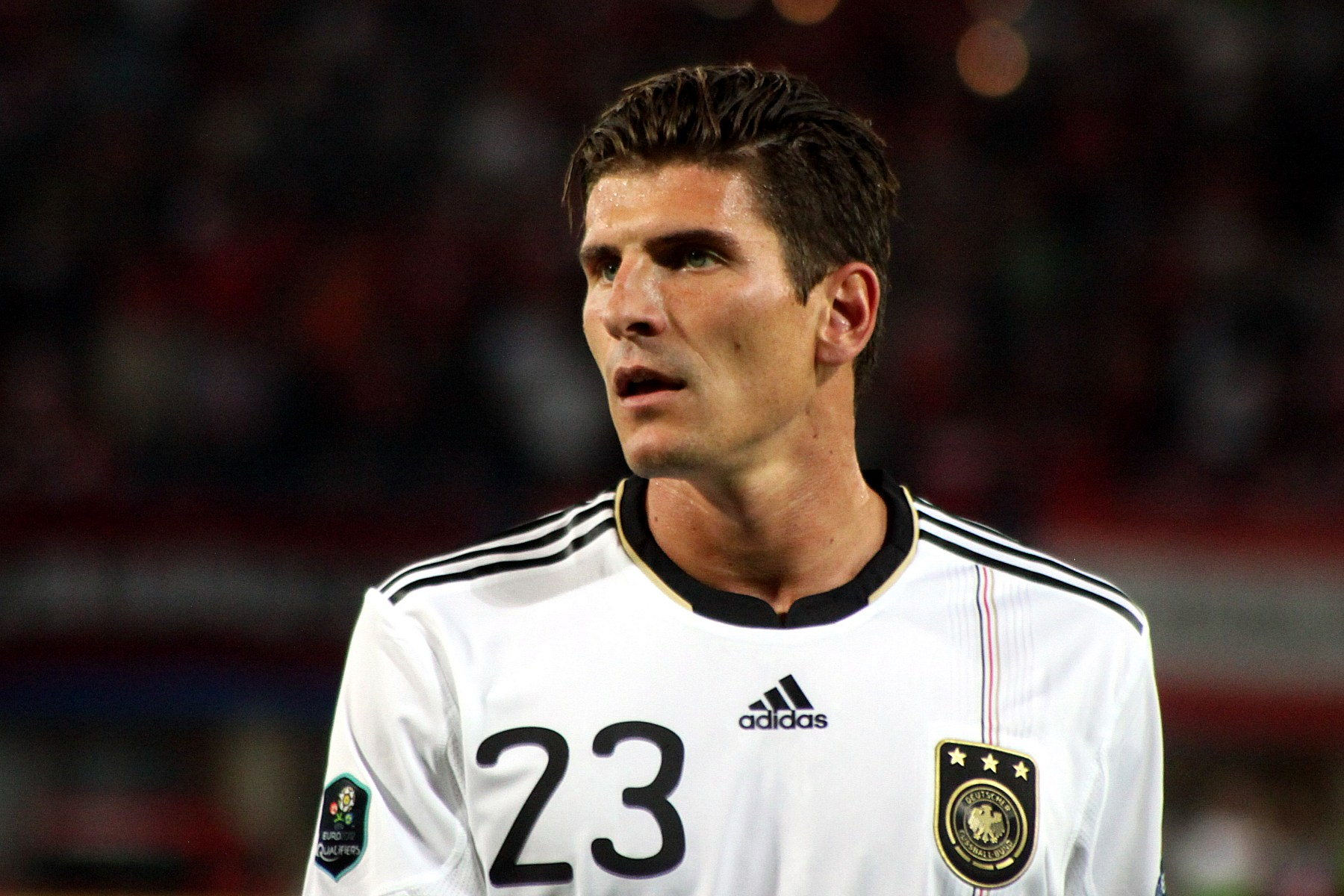
Mario Gómez scoorde tweemaal tegen Nederland.

Voor het Europees kampioenschap voetbal, dat in 2012 in Polen en Oekraïne werd gehouden, werd Nederland voor de kwalificatie in een poule geloot met vijf tegenstanders. De winnaar van de poule plaatste zich automatisch voor het eindtoernooi. Ook de beste nummer twee van alle groepen plaatste zich rechtstreeks. De overige nummers twee streden tegen elkaar om de laatste tickets. Nederland werd eerste in zijn poule voor Zweden, dat zich via de play-offs ook wist te plaatsen voor het eindtoernooi. Tijdens de loting werd Nederland ingedeeld in een groep met Denemarken, Duitsland en Portugal. Allemaal landen die rond die tijd in de top 10 van de FIFA-wereldranglijst stonden. Men sprak dan ook over de 'poule des doods'.
Nederlands opende de groep met een nederlaag tegen Denemarken. Tegen de verwachting in waren het de Denen die op voorsprong kwamen in de 24e minuut door Michael Krohn-Dehli. Gedurende het restant van het duel slaagde Oranje, ondanks een veelvoud aan kansen, er niet in om het tij te keren. Ook de tweede wedstrijd resulteerde in een nederlaag voor Oranje. Tegen aartsrivaal Duitsland kwam de ploeg in de eerste helft met 0-2 achter door een tweetal doelpunten van Mario Gómez. Nadat Van Marwijk in de rust Van der Vaart en Huntelaar inbracht voor Van Bommel en Afellay wist Robin van Persie zo'n kwartier voor tijd een aansluitingstreffer te maken. De gelijkmaker werd echter niet gescoord. Doordat Portugal van Denemarken won kon Nederland wanneer het in de laatste groepswedstrijd met twee doelpunten verschil won zich alsnog plaatsten voor de kwartfinales. Duitsland moest dan wel winnen van Denemarken. Hoewel Duitsland inderdaad won van Denemarken slaagde Nederland er niet in Portugal te verslaan. Het team van Van Marwijk kwam wel op voorsprong via Rafael van der Vaart, die speelde in plaats van Mark van Bommel, maar zag vervolgens Cristiano Ronaldo tweemaal scoren en daarmee het vonnis over Nederland vellen. Zo verliet Nederland het toernooi zonder ook maar een punt te halen.
|             |           |       |            |                          |
| 9 juni 2012 | Nederland | 0 - 1 | Denemarken | Metaliststadion, Charkov |
| 9 juni 2012 |           |       |            | Metaliststadion, Charkov |

|              |           |       |           |                          |
| 13 juni 2012 | Nederland | 1 - 2 | Duitsland | Metaliststadion, Charkov |
| 13 juni 2012 |           |       |           | Metaliststadion, Charkov |

|              |          |       |           |                          |
| 17 juni 2012 | Portugal | 2 - 1 | Nederland | Metaliststadion, Charkov |
| 17 juni 2012 |          |       |           | Metaliststadion, Charkov |

| Nederlands voetbalelftal - EK 2012 | Nederlands voetbalelftal - EK 2012 |
| --- | --- |
| - 1. Stekelenburg - 2. Van der Wiel - 3. Heitinga - 4. Mathijsen - 5. Bouma - 6. Van Bommel - 7. Kuijt - 8. N. de Jong - 9. Huntelaar - 10. Sneijder - 11. Robben - 12. Vorm | - 13. Vlaar - 14. Schaars - 15. Willems - 16. Van Persie - 17. Strootman - 18. L. de Jong - 19. Narsingh - 20. Afellay - 21. Boulahrouz - 22. Krul - 23. Van der Vaart Coach: Van Marwijk |

## Wereldkampioenschap voetbal 2010

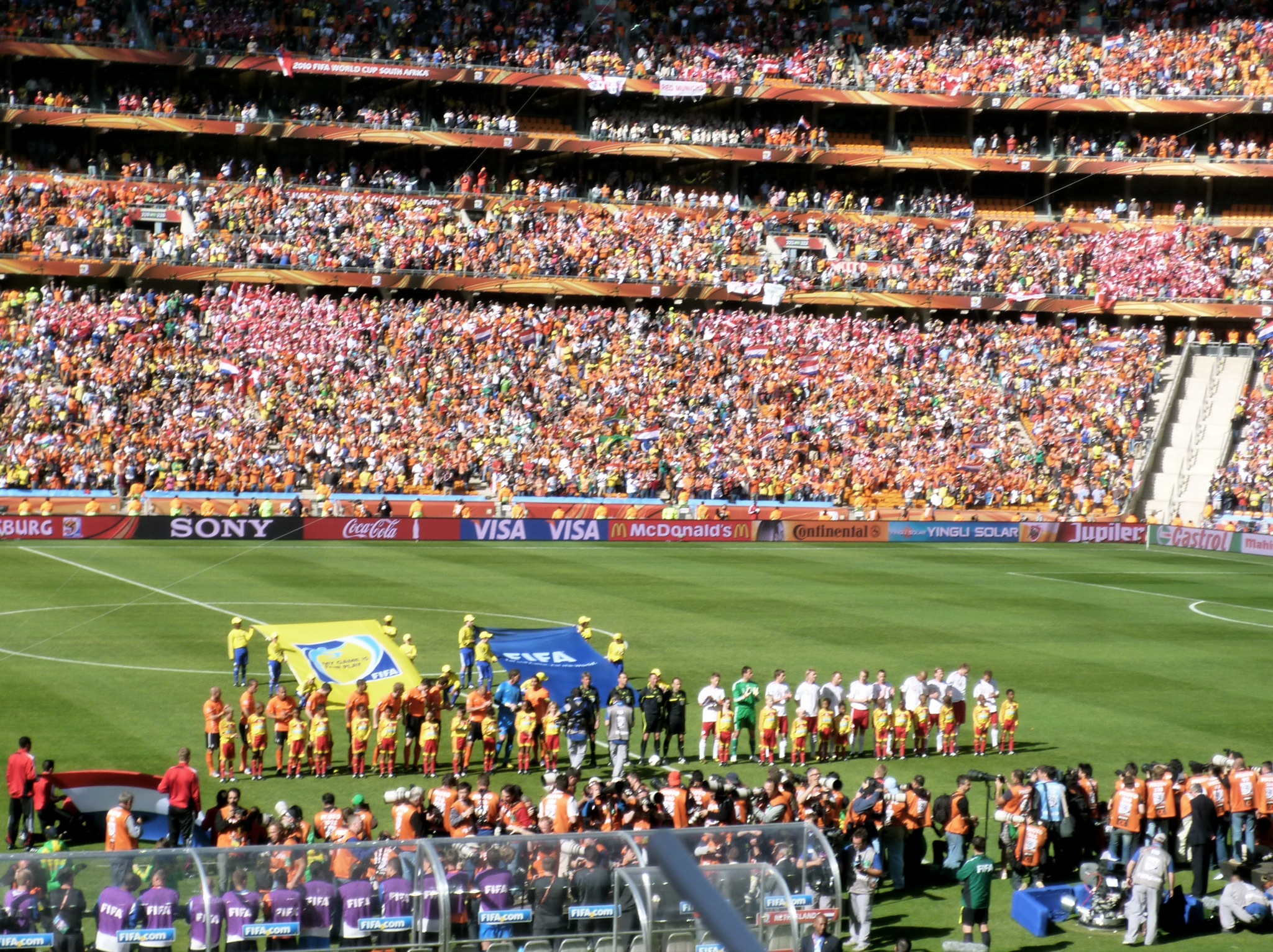
Openingswedstrijd tegen Denemarken.

Nederland plaatste zich in 2009 voor negende keer in de historie voor het Wereldkampioenschap voetbal. In de kwalificatie werden alle wedstrijden winnend afgesloten. Bij de loting voor het eindtoernooi in Zuid-Afrika werd Nederland als groepshoofd gekoppeld aan Denemarken, Japan en Kameroen in groep E.
In de aanloop naar het toernooi raakte Arjen Robben in de laatste oefenwedstrijd (Hongarije, 6-1 winst) geblesseerd aan zijn hamstring toen hij een hakje wou geven. Aanvankelijk werd gevreesd dat er een vervanger voor hem moest worden opgeroepen, maar dankzij een behandeling van Dick van Toorn was de vleugelspeler op tijd fit om deel te nemen aan het WK.

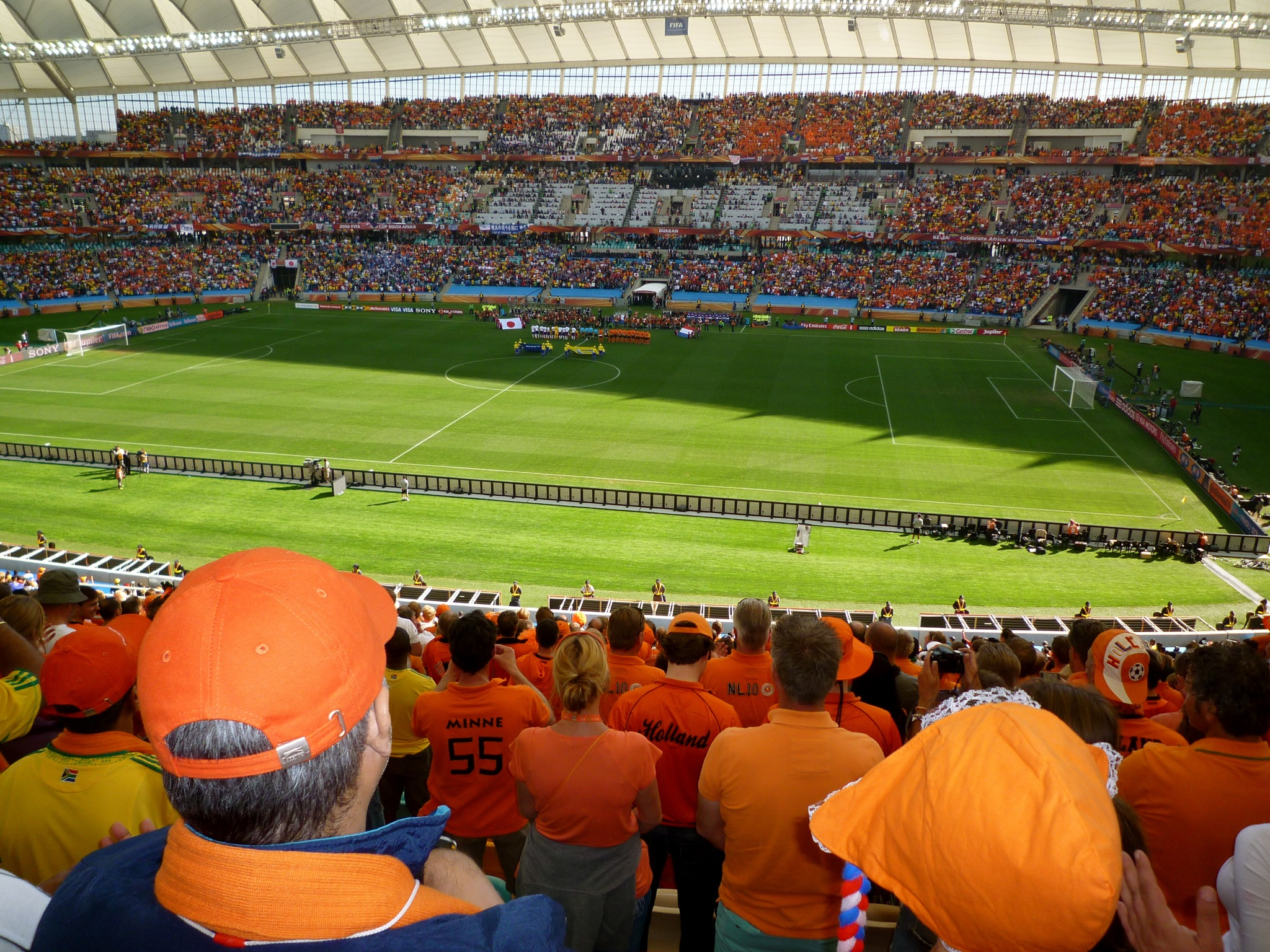
Duel tegen Japan.

De eerste poulewedstrijd tegen Denemarken werd met 2-0 gewonnen. AZ-speler Simon Poulsen hielp Oranje een handje door kort na rust de bal via Daniel Agger in het eigen doel te werken. Dirk Kuijt tekende voor de 2-0 uit de rebound, nadat een schot van invaller Eljero Elia op de paal was beland. Het tweede groepsduel werd ook gewonnen. Wesley Sneijder schoot Nederland langs Japan. Door de resultaten in de andere groepswedstrijden bleek dit genoeg om zeker te zijn van de achtste finales. Nederland was hiermee het eerste land dat zich plaatste voor de volgende ronde.

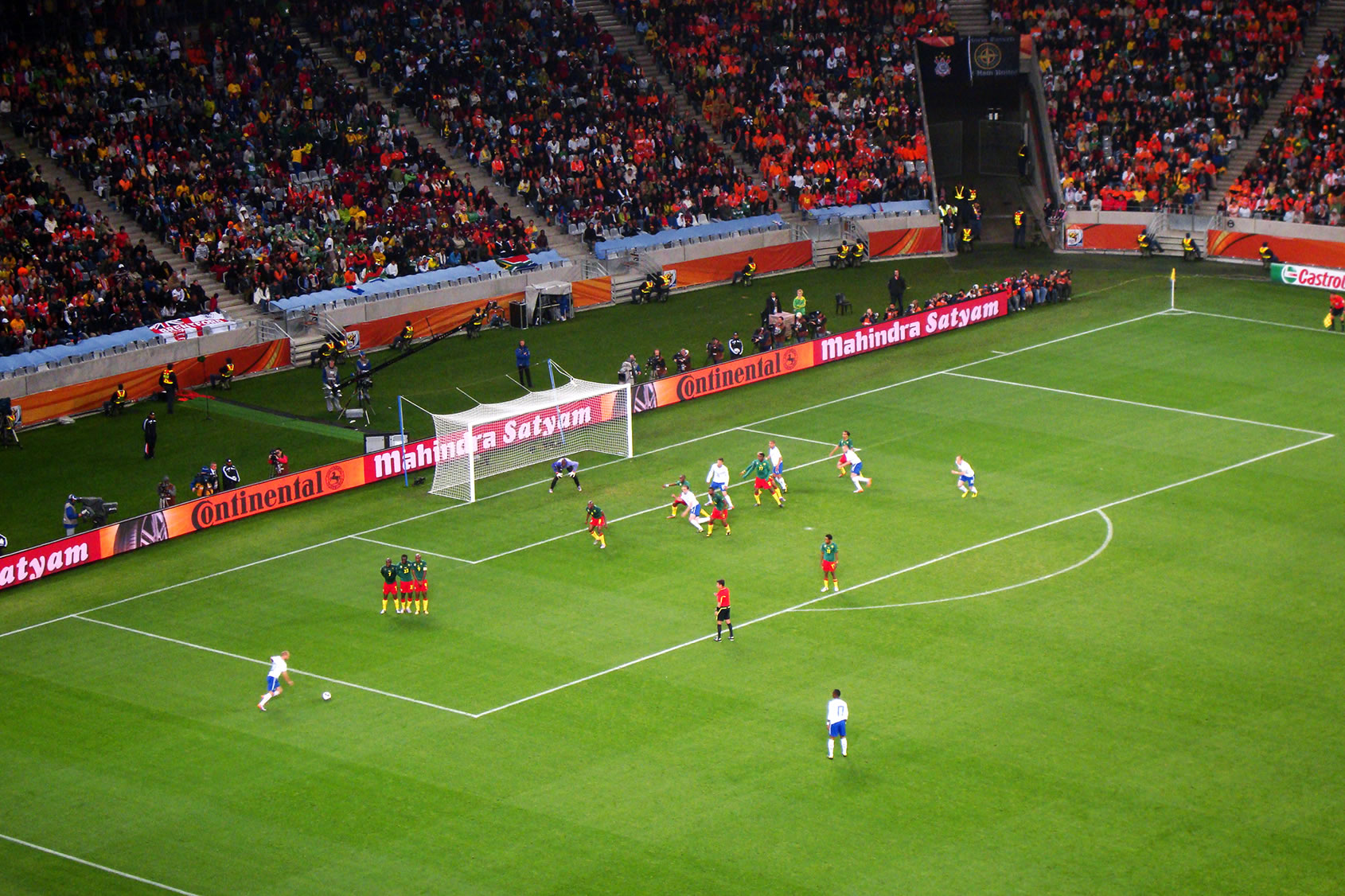
Vrije trap tegen Kameroen.

Ook het laatste groepsduel werd gewonnen van Kameroen. Robin van Persie opende met zijn eerste treffer van het toernooi de score op aangeven van Rafael van der Vaart. Kameroen maakte in de tweede helft de gelijkmaker vanaf elf meter nadat Van der Vaart de bal met de arm had beroerd. Arjen Robben maakte daarna zijn debuut op het toernooi. Met een afstandschot op de paal was hij zelfs dicht bij een treffer, maar Klaas-Jan Huntelaar zorgde ervoor dat er alsnog gewonnen werd door uit de rebound te scoren.
In de achtste finales werd met Slowakije afgerekend. Arjen Robben openende in de eerste helft de score in Durban op aangeven van Wesley Sneijder. In de tweede helft verdubbelde Sneijder de score op aangeven van Dirk Kuijt. In de slotfase moest Maarten Stekelenburg nog een tegentreffer incasseren toen de scheidsrechter de Slowaken een strafschop toekende, die vervolgens werd binnengeschoten. Direct na het doelpunt floot de scheidsrechter voor het eind van de wedstrijd, waarmee Nederland zich kwalificeerde voor de kwartfinales.

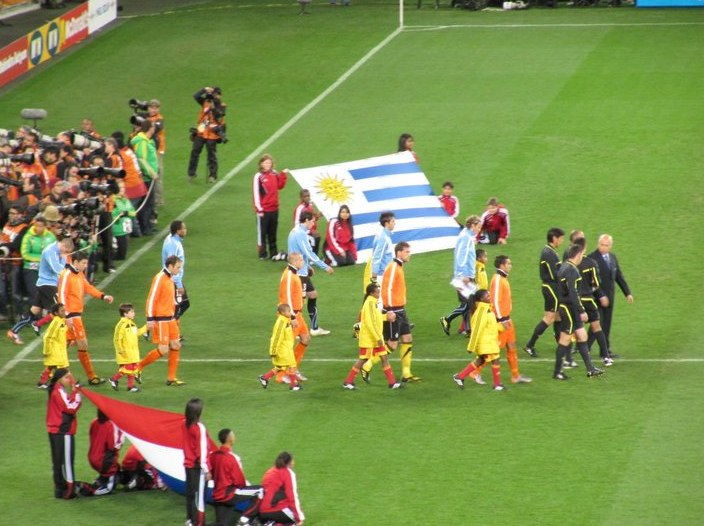
Halve finale tegen Uruguay.

In de kwartfinale was de recordkampioen Brazilië de tegenstander. Vlak voor het startsignaal kreeg Oranje nog een tegenslag te verwerken toen bleek dat Joris Mathijsen geblesseerd moest afhaken tijdens de warming-up. De 35-jarige André Ooijer nam zijn plek in de defensie over. Nederland kwam in de eerste helft al vroeg op achterstand. Al na tien minuten werd Robinho weggestuurd door Felipe Melo en passeerde Stekelenburg met een koele schuiver. Daarna voorkwam de doelman nog de 0-2 van Kaká met een prachtige redding. In de tweede helft kwam Nederland langszij doordat een voorzet van Wesley Sneijder via het hoofd van Felipe Melo in het Braziliaanse doel verdween. Sneijder zette daarna Nederland op voorsprong, nadat Kuijt een hoekschop van Robben had doorgekopt. Felipe Melo ontving niet lang daarna de rode kaart van de scheidsrechter. De Braziliaan ging op Robben staan en kon vertrekken. Uiteindelijk bleef het bij 2-1 waarmee Nederland zich kwalificeerde voor de halve finales.

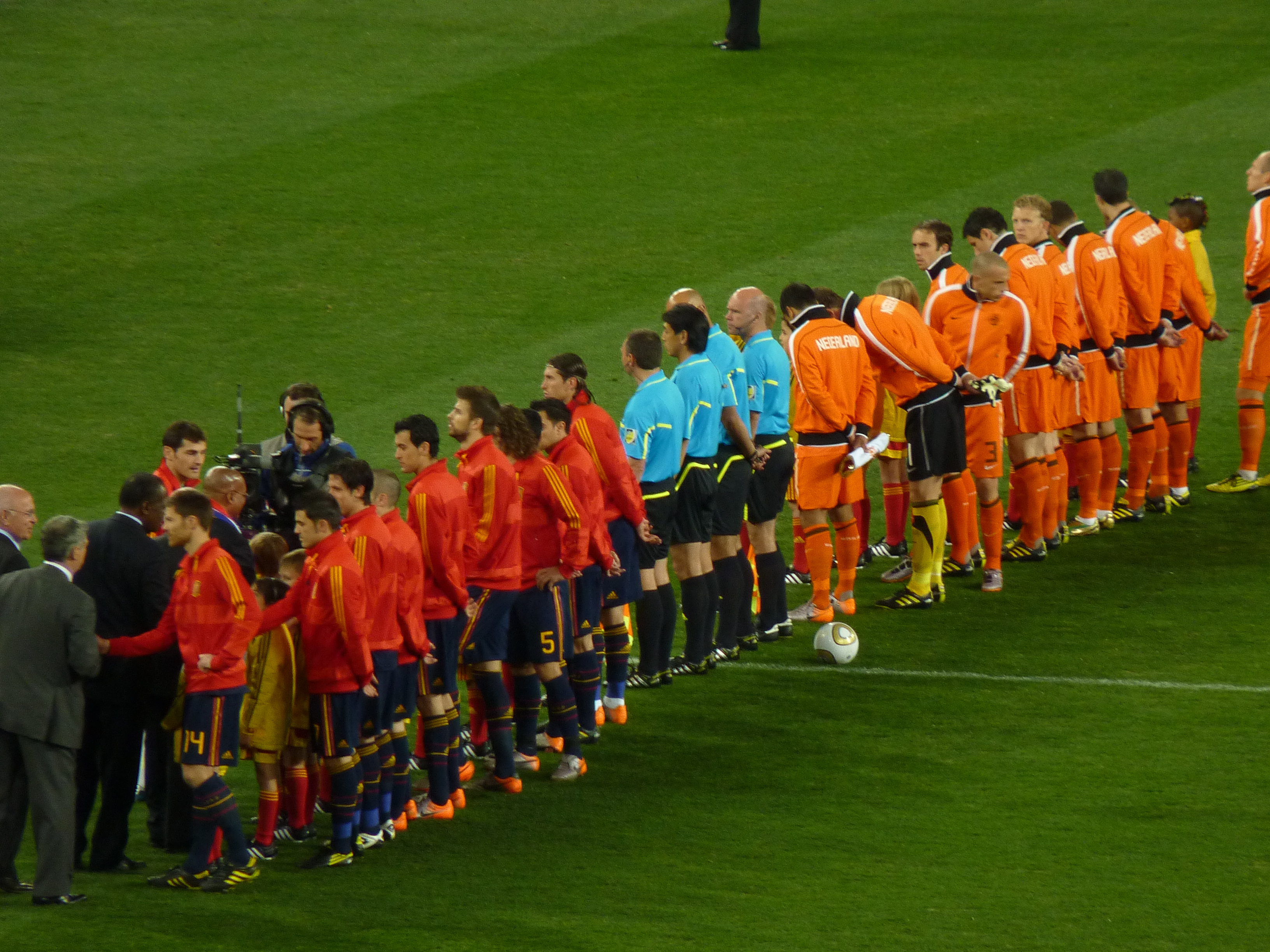
Spelers vlak voor de finale.

In de halve finale was Uruguay de tegenstander. In de eerste helft zette aanvoerder Giovanni van Bronckhorst de ploeg met een schot vanaf ongeveer 30 meter op voorsprong. Vlak voor rust scoorde Diego Forlán echter namens Uruguay de gelijkmaker. In de tweede helft leek Oranje de zege binnen te slepen toen Sneijder de ploeg opnieuw op voorsprong zette en Robben de 3-1 scoorde. In blessuretijd scoorde Maximiliano Pereira nog een aansluitingstreffer. De gelijkmaker werd echter niet meer gescoord, waardoor het Nederlands elftal zich voor het eerst sinds 32 jaar weer voor de finale van het WK geplaatst had.
De finale tegen Spanje werd een harde wedstrijd. Liefst veertien gele kaarten werden door scheidsrechter Howard Webb op het wedstrijdformulier genoteerd, waarvan John Heitinga er twee kreeg en het veld moest verlaten. In de reguliere speeltijd vielen er voor beide ploegen kansen te noteren. Toen Heitinga in de verlenging zijn tweede gele kaart kreeg, duurde het niet lang voordat Andrés Iniesta met het enige doelpunt van de wedstrijd de finale besliste. Zo verloor Nederland voor de derde keer de finale in de eindstrijd van het Wereldkampioenschap voetbal.
|              |           |       |            |                           |
| 14 juni 2010 | Nederland | 2 - 0 | Denemarken | Soccer City, Johannesburg |
| 14 juni 2010 |           |       |            | Soccer City, Johannesburg |

|              |           |       |       |                              |
| 19 juni 2010 | Nederland | 1 - 0 | Japan | Moses Mabhidastadion, Durban |
| 19 juni 2010 |           |       |       | Moses Mabhidastadion, Durban |

|              |          |       |           |                            |
| 24 juni 2010 | Kameroen | 1 - 2 | Nederland | Groenpuntstadion, Kaapstad |
| 24 juni 2010 |          |       |           | Groenpuntstadion, Kaapstad |

|              |           |       |           |                              |
| 28 juni 2010 | Nederland | 2 - 1 | Slowakije | Moses Mabhidastadion, Durban |
| 28 juni 2010 |           |       |           | Moses Mabhidastadion, Durban |

|             |           |       |          |                                           |
| 2 juli 2010 | Nederland | 2 - 1 | Brazilië | Nelson Mandelabaaistadion, Port Elizabeth |
| 2 juli 2010 |           |       |          | Nelson Mandelabaaistadion, Port Elizabeth |

|             |         |       |           |                            |
| 6 juli 2010 | Uruguay | 2 - 3 | Nederland | Groenpuntstadion, Kaapstad |
| 6 juli 2010 |         |       |           | Groenpuntstadion, Kaapstad |

|              |           |            |        |                           |
| 11 juli 2010 | Nederland | 0 - 1 n.v. | Spanje | Soccer City, Johannesburg |
| 11 juli 2010 |           |            |        | Soccer City, Johannesburg |

| Nederlands voetbalelftal - WK 2010 | Nederlands voetbalelftal - WK 2010 |
| --- | --- |
| - 1. Stekelenburg - 2. Van der Wiel - 3. Heitinga - 4. Mathijsen - 5. Van Bronckhorst - 6. Van Bommel - 7. Kuijt - 8. De Jong - 9. Van Persie - 10. Sneijder - 11. Robben - 12. Boulahrouz | - 13. Ooijer - 14. De Zeeuw - 15. Braafheid - 16. Vorm - 17. Elia - 18. Schaars - 19. Babel - 20. Afellay - 21. Huntelaar - 22. Boschker - 23. Van der Vaart Coach: Van Marwijk |

## Europees kampioenschap voetbal 2008

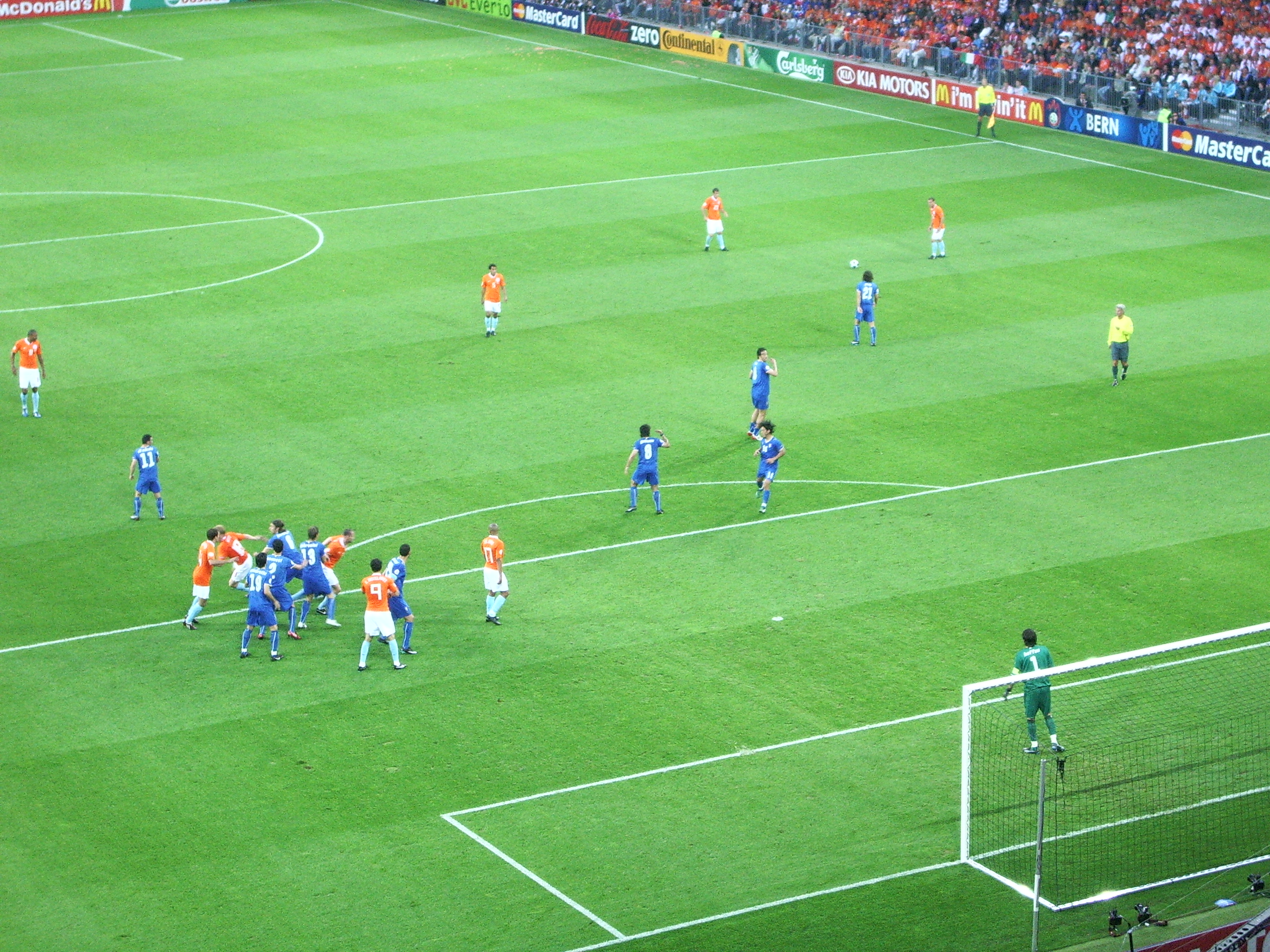
Eerste groepsduel tegen Italië.

Het Europees kampioenschap werd in 2008 georganiseerd door Zwitserland en Oostenrijk. Nederland kwalificeerde zich voor het EK door als tweede, achter Roemenië, te eindigen in groep G van het kwalificatietoernooi voor het EK.
Nederland werd bij de loting op 2 december 2007 als groepshoofd ingedeeld in groep C. In deze groep werden later wereldkampioen Italië (uit pot 2), oude bekende Roemenië (uit pot 3) en verliezend WK-finalist Frankrijk (uit pot 4) toegevoegd. Door deze sterke loting werd de groep ook wel "de Poule des Doods" genoemd. Nederland werd verrassend winnaar van deze poule, nadat het Italië (3-0), Frankrijk (4-1) en Roemenië (2-0) had verslagen. In de kwartfinale moest Oranje aantreden tegen Rusland, waar toen Guus Hiddink de bondscoach was. Een paar dagen voor deze wedstrijd werd Khalid Boulahrouz getroffen door privéomstandigheden want zijn te vroeg geboren dochtertje stierf. Daarom droeg het team een zwarte band om de arm tijdens de wedstrijd. De wedstrijd tegen Rusland: nadat de teams na 90 minuten op 1-1 stonden, verloor het Nederlands elftal na verlenging met 1-3 van Rusland. De enige Oranjespeler die geen speelminuten had gemaakt dit toernooi, was derde doelman Henk Timmer. Na het EK besloten Edwin van der Sar en Ruud van Nistelrooij om hun interlandcarrière te beëindigen.
|             |           |       |        |                       |
| 9 juni 2008 | Nederland | 3 - 0 | Italië | Stade de Suisse, Bern |
| 9 juni 2008 |           |       |        | Stade de Suisse, Bern |

|              |           |       |           |                       |
| 13 juni 2008 | Nederland | 4 - 1 | Frankrijk | Stade de Suisse, Bern |
| 13 juni 2008 |           |       |           | Stade de Suisse, Bern |

|              |           |       |          |                       |
| 17 juni 2008 | Nederland | 2 - 0 | Roemenië | Stade de Suisse, Bern |
| 17 juni 2008 |           |       |          | Stade de Suisse, Bern |

|              |           |            |         |                       |
| 21 juni 2008 | Nederland | 1 - 3 n.v. | Rusland | St. Jakob Park, Bazel |
| 21 juni 2008 |           |            |         | St. Jakob Park, Bazel |

| Nederlands voetbalelftal - EK 2008 | Nederlands voetbalelftal - EK 2008 |
| --- | --- |
| - 1. Van der Sar - 2. Ooijer - 3. Heitinga - 4. Mathijsen - 5. Van Bronckhorst - 6. De Zeeuw - 7. Van Persie - 8. Engelaar - 9. Van Nistelrooij - 10. Sneijder - 11. Robben - 12. Melchiot | - 13. Timmer - 14. Bouma - 15. De Cler - 16. Stekelenburg - 17. De Jong - 18. Kuijt - 19. Huntelaar - 20. Afellay - 21. Boulahrouz - 22. Vennegoor of Hesselink - 23. Van der Vaart Coach: Van Basten |

## Wereldkampioenschap voetbal 2006
De eindronde van het wereldkampioenschap voetbal 2006 voor landenteams werd van 9 juni tot en met 9 juli in Duitsland gehouden. Onder de nieuwe bondscoach Marco van Basten plaatste Oranje zich voor het WK 2006 als winnaar van poule 1 in de voorrondes, met 32 punten uit 12 wedstrijden. Vrijwel alle wedstrijden, waaronder twee tegen Tsjechië, werden gewonnen. Alleen de wedstrijden tegen Macedonië werden allebei gelijkgespeeld. De loting voor het WK 2006 werd voltrokken op vrijdag 9 december 2005 in Leipzig. Nederland werd ingedeeld in groep C bij Argentinië, Servië en Montenegro en Ivoorkust. Deze groep werd gezien als een van de zwaarste van het kampioenschap.
Nederland won zijn eerste twee wedstrijden van het toernooi, tegen Servië en Montenegro (1-0, doelpunt van Arjen Robben) en Ivoorkust (2-1, doelpunten van Robin van Persie en Ruud van Nistelrooij). Zo bereikte Oranje de achtste finales. De laatste wedstrijd in de poule, tegen Argentinië, was alleen bepalend voor de eerste plaats in de groep en werd met 0-0 gelijkgespeeld, waardoor Nederland in de achtste finales tegen Portugal kwam te spelen.
Op 25 juni 2006 werd in Neurenberg de achtste finale tegen Portugal met 1-0 verloren. Het enige doelpunt van deze wedstrijd werd in de 22e minuut gemaakt door de middenvelder van Chelsea, Maniche. Deze wedstrijd kenmerkte zich vooral door de spijkerharde duels. De Russische scheidsrechter Valentin Ivanov deelde maar liefst 16 gele en 4 rode kaarten uit. Nooit eerder werd tijdens een WK-wedstrijd zo vaak de rode kaart getoond. Phillip Cocu speelde zijn 101e interland. In deze wedstrijd werd hij in de 83e minuut gewisseld voor Jan Vennegoor of Hesselink en nam daarmee zonder prijs afscheid van het Nederlands elftal.
|              |                      |       |           |                         |
| 11 juni 2006 | Servië en Montenegro | 0 - 1 | Nederland | Zentralstadion, Leipzig |
| 11 juni 2006 |                      |       |           | Zentralstadion, Leipzig |

|              |           |       |           |                                |
| 16 juni 2006 | Nederland | 2 - 1 | Ivoorkust | Mercedes-Benz Arena, Stuttgart |
| 16 juni 2006 |           |       |           | Mercedes-Benz Arena, Stuttgart |

|              |           |       |            |                              |
| 21 juni 2006 | Nederland | 0 - 0 | Argentinië | Commerzbank-Arena, Frankfurt |
| 21 juni 2006 |           |       |            | Commerzbank-Arena, Frankfurt |

|              |          |       |           |                                |
| 25 juni 2006 | Portugal | 1 - 0 | Nederland | EasyCredit-Stadion, Neurenberg |
| 25 juni 2006 |          |       |           | EasyCredit-Stadion, Neurenberg |

| Nederlands voetbalelftal - WK 2006 | Nederlands voetbalelftal - WK 2006 |
| --- | --- |
| - 1. Van der Sar - 2. Jaliens - 3. Boulahrouz - 4. Mathijsen - 5. Van Bronckhorst - 6. Landzaat - 7. Kuijt - 8. Cocu - 9. Van Nistelrooij - 10. Van der Vaart - 11. Robben - 12. Kromkamp | - 13. Ooijer - 14. Heitinga - 15. De Cler - 16. Maduro - 17. Van Persie - 18. Van Bommel - 19. Vennegoor of Hesselink - 20. Sneijder - 21. Babel - 22. Timmer - 23. Stekelenburg Coach: Van Basten |

## Europees kampioenschap voetbal 2004

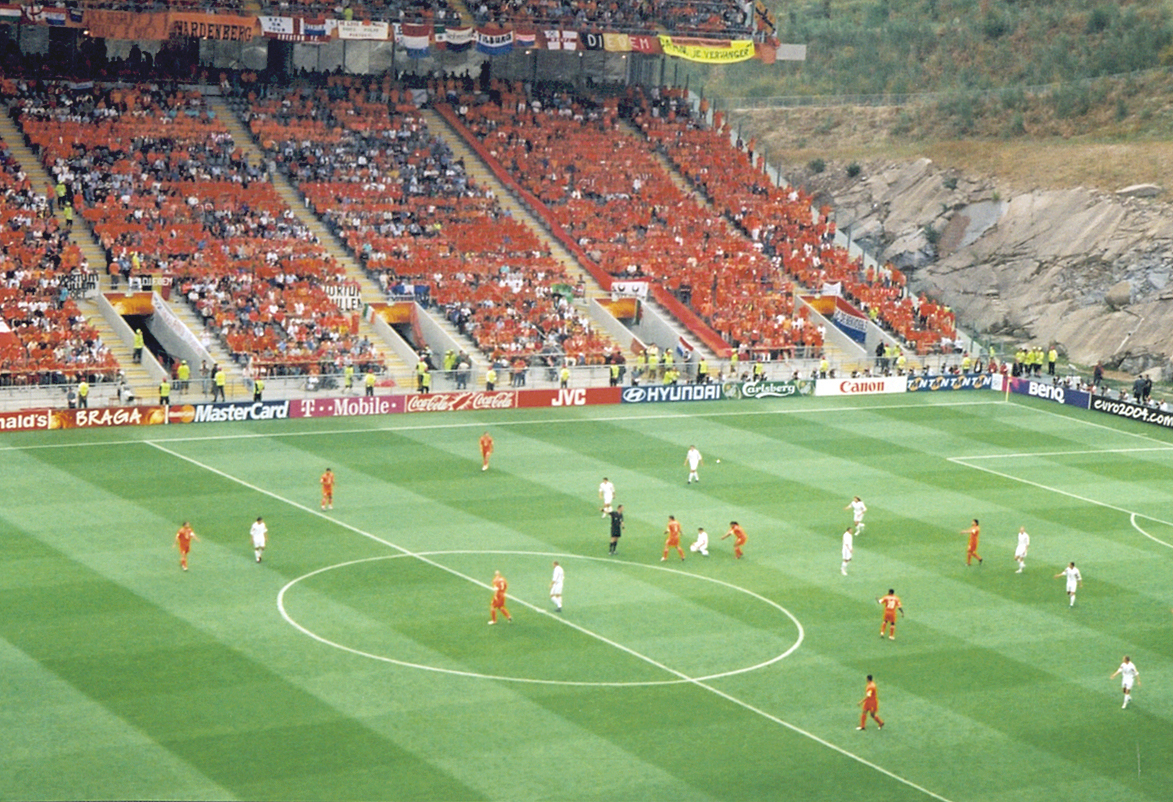
Wedstrijd tegen Letland.

De eindronde van het Europees kampioenschap voetbal werden in 2004 gehouden in Portugal, van 12 juni tot en met 4 juli.
De kwalificatie speelde Nederland in Groep 3. Nederland wist zich voor de eindronde te plaatsen via een play-off tegen Schotland.
De eerste wedstrijd van deze eindronde tegen Duitsland begon moeizaam. Na een Duits doelpunt in de eerste helft bracht bondscoach Advocaat de spelers Marc Overmars, Wesley Sneijder en Pierre van Hooijdonk in, waardoor Nederland een stuk aanvallender ging spelen. Ruud van Nistelrooij maakte in de 81e minuut de gelijkmaker na een assist van Andy van der Meyde.
De tweede wedstrijd tegen Tsjechië startte veel beter: al na 20 minuten stond Nederland met 2-0 voor na doelpunten van Wilfred Bouma en Ruud van Nistelrooij. Door een fout van Phillip Cocu kon Tsjechië echter op 2-1 komen. Na rust wisselde Advocaat Arjen Robben waarna de aanval van Nederland stagneerde. Tsjechië kreeg het betere van het spel terwijl Nederland zich massaal terug liet zakken. Het noodlot sloeg toe en de Tsjechen scoorden twee keer. De wissel van Robben, die inmiddels bekendstaat als De Wissel, leverde Advocaat extreem veel kritiek op.
De resultaten van de vorige wedstrijden maakten de laatste ronde in deze poule extra spannend. Het lot van Nederland lag in handen van Duitsland en Tsjechië: als de eerstgenoemde zou winnen was Nederland uitgeschakeld.
Nederland speelde op 23 juni een redelijk goede wedstrijd en versloeg de Letten met 3-0 door doelpunten van Ruud van Nistelrooij (2x) en Roy Makaay. Dankzij de Tsjech Milan Baroš verloren de Duitsers met 2-1, en die Mannschaft kon naar huis.
In de kwartfinales trof Nederland de Zweden, en na een doelpuntloos gelijkspel moesten de (alweer) gevreesde strafschoppen de beslissing brengen. Nu viel uiteindelijk niets te vrezen, want nadat Edwin van der Sar een Zweedse strafschop stopte, kon Arjen Robben de winnende treffer maken, waarmee Nederland zich plaatste bij de laatste vier.
In de halve finales moest Nederland op 30 juni 2004 aantreden tegen gastland Portugal. De Oranjegekte was groot, want als Nederland won, plaatste het zich voor de finale. Nadat Portugal in de eerste helft een 1-0-voorsprong nam door een doelpunt van Cristiano Ronaldo, kwam het Nederlands elftal meer en meer in problemen. Toen kort na rust de 2-0 werd gemaakt door Maniche leek de wedstrijd gespeeld. Nederland kwam daarna nog terug tot 2-1 door een eigen doelpunt van Andrade, maar kon de wedstrijd ook daarna niet naar zijn hand zetten. Hierdoor verwierf Portugal een plaats in de finale en kon Oranje naar huis.
|              |           |       |           |                          |
| 15 juni 2004 | Duitsland | 1 - 1 | Nederland | Estádio do Dragão, Porto |
| 15 juni 2004 |           |       |           | Estádio do Dragão, Porto |

|              |           |       |          |                                     |
| 19 juni 2004 | Nederland | 2 - 3 | Tsjechië | Estádio Municipal de Aveiro, Aveiro |
| 19 juni 2004 |           |       |          | Estádio Municipal de Aveiro, Aveiro |

|              |           |       |         |                                   |
| 23 juni 2004 | Nederland | 3 - 0 | Letland | Estádio Municipal de Braga, Braga |
| 23 juni 2004 |           |       |         | Estádio Municipal de Braga, Braga |

|              |        |                         |           |                             |
| 26 juni 2004 | Zweden | 0 - 0 (n.v.) 4-5 (n.s.) | Nederland | Estádio Algarve, Faro-Loulé |
| 26 juni 2004 |        |                         |           | Estádio Algarve, Faro-Loulé |

|              |          |       |           |                                 |
| 30 juni 2004 | Portugal | 2 - 1 | Nederland | Estádio José Alvalade, Lissabon |
| 30 juni 2004 |          |       |           | Estádio José Alvalade, Lissabon |

| Nederlands voetbalelftal - EK 2004 | Nederlands voetbalelftal - EK 2004 |
| --- | --- |
| - 1. Van der Sar - 2. Reiziger - 3. Stam - 4. Bouma - 5. Van Bronckhorst - 6. Cocu - 7. Van der Meyde - 8. Davids - 9. Kluivert - 10. Van Nistelrooij - 11. Van der Vaart - 12. Makaay | - 13. Westerveld - 14. Sneijder - 15. F. de Boer - 16. Overmars - 17. Van Hooijdonk - 18. Heitinga - 19. Robben - 20. Seedorf - 21. Bosvelt - 22. Zenden - 23. Waterreus Coach: Advocaat |

## Wereldkampioenschap voetbal 2002

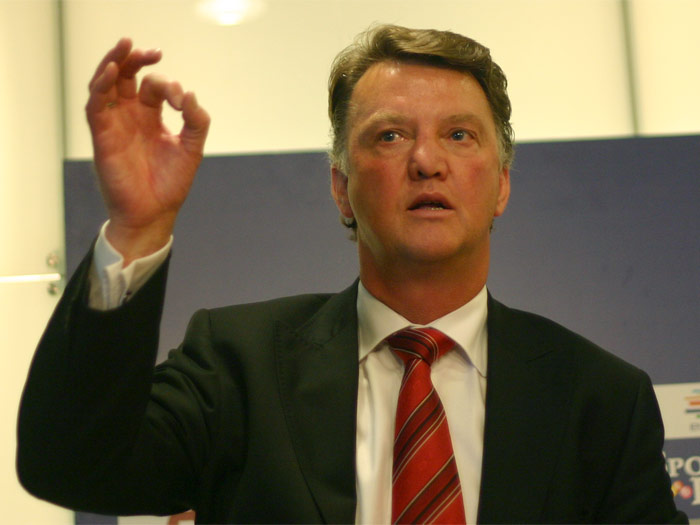
Bondscoach Louis van Gaal wist Nederland niet naar het WK te loodsen.

Voor het eerst in de geschiedenis werd het Wereldkampioenschap voetbal georganiseerd door twee landen, namelijk Japan en Zuid-Korea. Nederland werd ingedeeld in een kwalificatiegroep 2 met vijf tegenstanders. Het elftal van Louis van Gaal eindigde als derde achter Portugal en Ierland.
De kwalificatiewedstrijden verliepen moeizaam. In de thuiswedstrijd tegen Ierland kwam Nederland in de 65e minuut met 0-2 achter, maar twee doelpunten in de laatste 20 minuten brachten Nederland toch nog een punt. De thuiswedstrijd tegen Portugal werd met 0-2 verloren. Het eerste doelpunt ontstond nadat tijdens een aanval van Portugal vanaf de tribune een fluitje had geklonken en een aantal Nederlandse spelers stil bleven staan omdat ze dachten dat de scheidsrechter het spel had onderbroken. De Portugezen speelden gewoon verder en maakten de openingstreffer. De wedstrijden tegen de mindere tegenstanders, Andorra, Cyprus en Estland werden door zowel Ierland, Nederland als Portugal gewonnen. Hierdoor moest Oranje ten minste één uitwedstrijd tegen Portugal of Ierland winnen om door te gaan.
In de eerste wedstrijd tegen Portugal leek alles goed te komen nadat Patrick Kluivert in de 48e minuut de 0-2 scoorde. Maar in de laatste zes minuten van de wedstrijd ging het mis. Pauleta maakte de aansluitingstreffer en in de laatste minuut verzilverde Luís Figo een makkelijk gegeven strafschop. De 2-2 betekende dat Nederland de eerste kans op kwalificatie had gemist, maar winst op Ierland zou alsnog voldoende zijn. De voortekenen waren goed. In een oefenwedstrijd, twee weken voor de wedstrijd in Dublin, werd in Londen met 0-2 van Engeland gewonnen. Tegen Ierland ging het echter opnieuw mis. Een doelpunt van Jason McAteer betekende zelfs dat de Ieren er met een 1-0 winst vandoor gingen en Oranje was uitgeschakeld.
| # | Land      | Wedstrijden | Wedstrijden | Wedstrijden | Wedstrijden | Doelpunten | Doelpunten | Doelpunten | Punten |
| - | --------- | ----------- | ----------- | ----------- | ----------- | ---------- | ---------- | ---------- | ------ |
| # | Land      | G           | W           | G           | V           | V          | T          | Saldo      | Punten |
| 1 | Portugal  | 10          | 7           | 3           | 0           | 33         | 7          | +26        | 24     |
| 2 | Ierland   | 10          | 7           | 3           | 0           | 23         | 5          | +18        | 24     |
| 3 | Nederland | 10          | 6           | 2           | 2           | 30         | 9          | +21        | 20     |
| 4 | Estland   | 10          | 2           | 2           | 6           | 10         | 26         | −16        | 8      |
| 5 | Cyprus    | 10          | 2           | 2           | 6           | 13         | 31         | −18        | 8      |
| 6 | Andorra   | 10          | 0           | 0           | 10          | 5          | 36         | −31        | 0      |

| #                 | Naam                    | Goals |
| ----------------- | ----------------------- | ----- |
| 1                 | Ruud van Nistelrooij    | 6     |
| 2                 | Patrick Kluivert        | 5     |
| 3                 | Mark van Bommel         | 3     |
| 3                 | Jimmy Floyd Hasselbaink | 3     |
| 3                 | Pierre van Hooijdonk    | 3     |
| 3                 | Clarence Seedorf        | 3     |
| 7                 | Marc Overmars           | 2     |
| 8                 | 4 spelers               | 1     |
| e.d. tegenstander | e.d. tegenstander       | 1     |

## Europees kampioenschap voetbal 2000

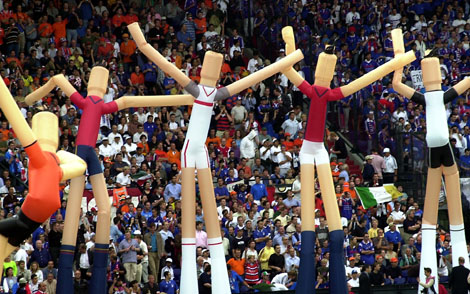
Het EK 2000 werd door Nederland samen met België georganiseerd.

Omdat Nederland (mede-)organisator van het EK was hoefde het geen kwalificatiewedstrijden te spelen.
Oranje trad op het EK 2000 (ook wel Euro 2000 genoemd) aan in groep D, samen met Tsjechië, Denemarken en Frankrijk. Nadat Nederland al zijn duels won (1-0 van Tsjechië, 3-0 van Denemarken en 3-2 van Frankrijk) sloeg de Oranjegekte toe.
In de kwartfinales trof Nederland Joegoslavië. Deze wedstrijd werd met 6-1 gewonnen, met onder andere drie doelpunten van Patrick Kluivert. In de halve finales kwam Nederland tegen Italië niet verder dan een doelpuntloos gelijkspel. Twee strafschoppen tijdens de reguliere speeltijd werden gemist door Nederland. De strafschoppenserie moest de beslissing brengen. Oranje had opnieuw ernstige problemen met de strafschoppen en Italië won de serie met 3-1. Wel werd Patrick Kluivert, met vijf doelpunten, gedeeld topscorer van het EK 2000.
|              |           |       |          |                            |
| 11 juni 2000 | Nederland | 1 - 0 | Tsjechië | Amsterdam ArenA, Amsterdam |
| 11 juni 2000 |           |       |          | Amsterdam ArenA, Amsterdam |

|              |            |       |           |                               |
| 16 juni 2000 | Denemarken | 0 - 3 | Nederland | Stadion Feijenoord, Rotterdam |
| 16 juni 2000 |            |       |           | Stadion Feijenoord, Rotterdam |

|              |           |       |           |                            |
| 21 juni 2000 | Frankrijk | 2 - 3 | Nederland | Amsterdam ArenA, Amsterdam |
| 21 juni 2000 |           |       |           | Amsterdam ArenA, Amsterdam |

|              |           |       |             |                               |
| 25 juni 2000 | Nederland | 6 - 1 | Joegoslavië | Stadion Feijenoord, Rotterdam |
| 25 juni 2000 |           |       |             | Stadion Feijenoord, Rotterdam |

|              |        |                         |           |                            |
| 29 juni 2000 | Italië | 0 – 0 (n.v.) 3-1 (n.s.) | Nederland | Amsterdam ArenA, Amsterdam |
| 29 juni 2000 |        |                         |           | Amsterdam ArenA, Amsterdam |

| Nederlands voetbalelftal - EK 2000 | Nederlands voetbalelftal - EK 2000 |
| --- | --- |
| - 1. Van der Sar - 2. Reiziger - 3. Stam - 4. F. de Boer - 5. Zenden - 6. Seedorf - 7. Cocu - 8. Davids - 9. Kluivert - 10. Bergkamp - 11. Overmars - 12. Van Bronckhorst | - 13. Konterman - 14. Van Vossen - 15. Bosvelt - 16. R. de Boer - 17. Van Hoojidonk - 18. De Goeij - 19. Numan - 20. Winter - 21. Makaay - 22. Westerveld Coach: Rijkaard |

## Wereldkampioenschap voetbal 1998

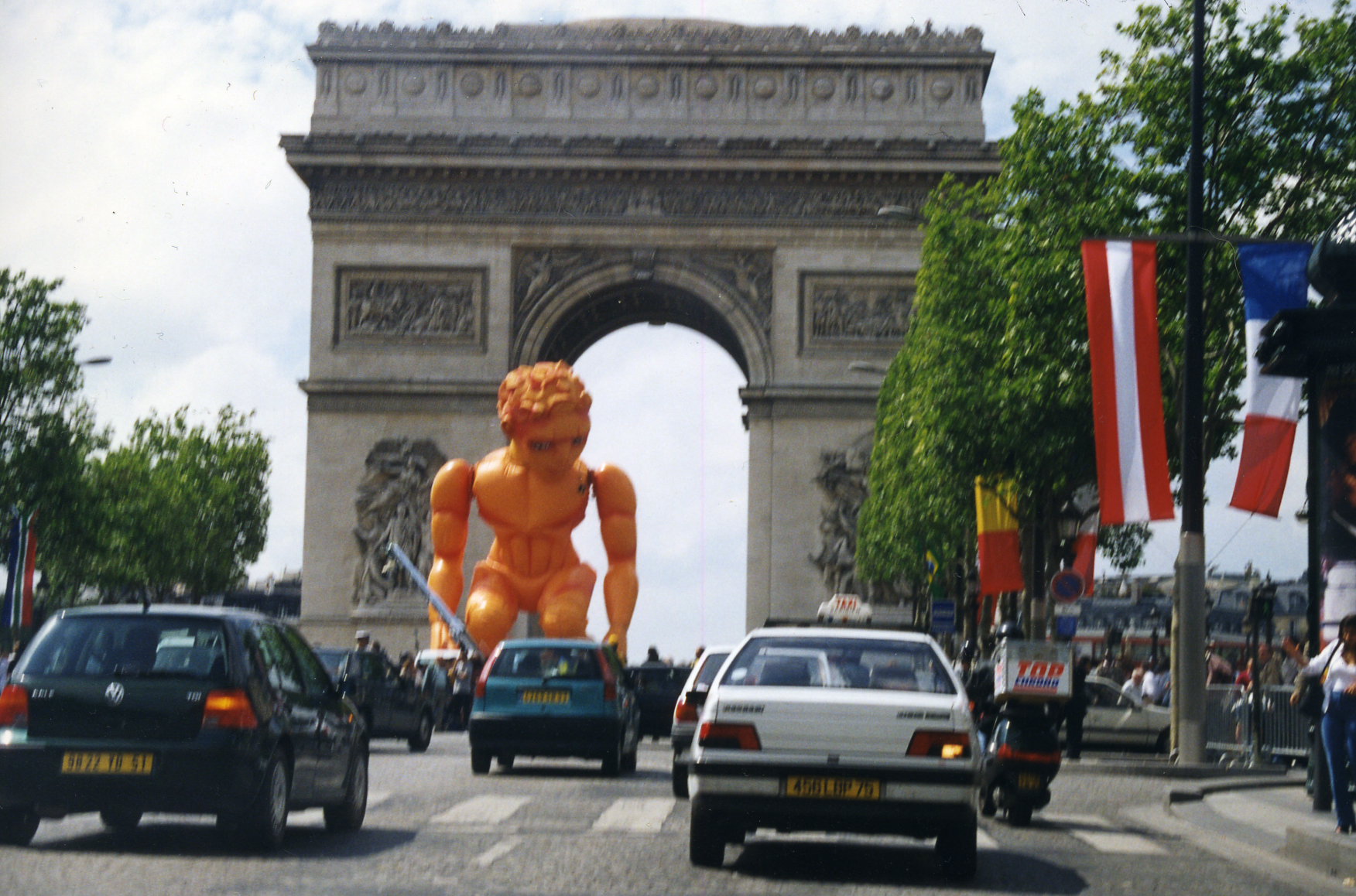
De Arc de Triomphe tijdens het toernooi.

Voor het wereldkampioenschap voetbal dat in 1998 in Frankrijk werd gehouden werd Nederland ingedeeld in kwalificatiegroep 7, waar Nederland op de eerste plaats wist te eindigen voor onder andere België.
Tijdens het WK van 1998 in Frankrijk plaatste Oranje zich niet erg overtuigend bij de laatste zestien. Een gelijkspel tegen België (0-0) en Mexico (2-2), en winst tegen Zuid-Korea (5-0) waren echter wel voldoende. In de achtste finales werd met 2-1 gewonnen van Joegoslavië, waarna Argentinië wachtte in de kwartfinales. Oranje won deze wedstrijd met 2-1, door een prachtig doelpunt van Dennis Bergkamp in de slotfase van de wedstrijd en speelde in de halve finales tegen Brazilië. In deze wedstrijd keek Oranje lang tegen een 1-0-achterstand aan door een doelpunt van Ronaldo in de 46e minuut, echter in de slotminuten scoorde Patrick Kluivert de gelijkmaker. Omdat de verlenging geen doelpunten bracht moesten de gevreesde strafschoppenseries uitsluitsel geven. Oranje strandde hierop opnieuw, met 4-2 plaatsten de Brazilianen zich voor de finale. Het Nederlands elftal speelde nog een wedstrijd voor de derde plaats die verloren ging tegen Kroatië. Daar de ploeg geen motivatie meer kon opbrengen na de teleurstelling van het verlies in de halve finale werd deze zogenaamde kleine finale verloren met 2-1.
|              |           |       |        |                              |
| 13 juni 1998 | Nederland | 0 - 0 | België | Stade de France, Saint-Denis |
| 13 juni 1998 |           |       |        | Stade de France, Saint-Denis |

|              |           |       |            |                            |
| 20 juni 1998 | Nederland | 5 - 0 | Zuid-Korea | Stade Vélodrome, Marseille |
| 20 juni 1998 |           |       |            | Stade Vélodrome, Marseille |

|              |           |       |        |                                        |
| 25 juni 1998 | Nederland | 2 - 2 | Mexico | Stade Geoffroy-Guichard, Saint-Étienne |
| 25 juni 1998 |           |       |        | Stade Geoffroy-Guichard, Saint-Étienne |

|              |           |       |             |                             |
| 29 juni 1998 | Nederland | 2 - 1 | Joegoslavië | Stade de Toulouse, Toulouse |
| 29 juni 1998 |           |       |             | Stade de Toulouse, Toulouse |

|             |           |       |            |                            |
| 4 juli 1998 | Nederland | 2 - 1 | Argentinië | Stade Vélodrome, Marseille |
| 4 juli 1998 |           |       |            | Stade Vélodrome, Marseille |

|             |          |                         |           |                            |
| 7 juli 1998 | Brazilië | 1 - 1 (n.v.) (4-2 n.s.) | Nederland | Stade Vélodrome, Marseille |
| 7 juli 1998 |          |                         |           | Stade Vélodrome, Marseille |

|              |           |       |         |                          |
| 11 juli 1998 | Nederland | 1 - 2 | Kroatië | Parc des Princes, Parijs |
| 11 juli 1998 |           |       |         | Parc des Princes, Parijs |

| Nederlands voetbalelftal - WK 1998 | Nederlands voetbalelftal - WK 1998 |
| --- | --- |
| - 1. Van der Sar - 2. Reiziger - 3. Stam - 4. F. de Boer - 5. Numan - 6. Jonk - 7. R. de Boer - 8. Bergkamp - 9. Kluivert - 10. Seedorf - 11. Cocu - 12. Zenden | - 13. Ooijer - 14. Overmars - 15. Bogarde - 16. Davids - 17. Van Hoojidonk - 18. De Goeij - 19. Van Bronckhorst - 20. Winter - 21. Hasselbaink - 22. Hesp Coach: Hiddink |

## Europees kampioenschap voetbal 1996

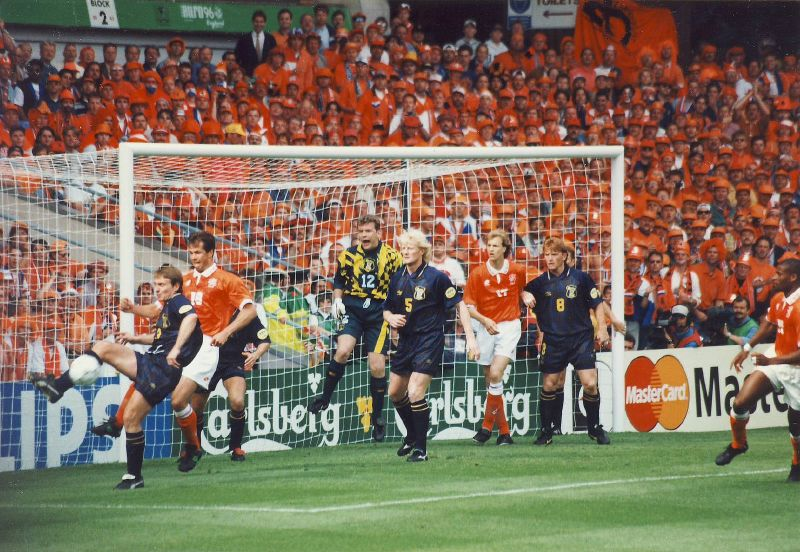
Eerste groepswedstrijd tegen Schotland.

Het Europees kampioenschap voetbal werd in 1996 van 8 juni tot en met 30 juni gehouden in Engeland. Nederland speelde zijn kwalificatie in Groep 5 en wist zich te plaatsen voor de eindronde door middel van een play-off tegen Ierland.
Op het EK van 1996 speelde Oranje met Engeland, Zwitserland en Schotland in poule A. Nadat Nederland doelpuntloos gelijkspeelde tegen de Schotten, met 2-0 won van Zwitserland en 4-1 verloor van Engeland werd toch een plaats in de kwartfinales afgedwongen.
In de kwartfinales trof Nederland Frankrijk. Tijdens de reguliere speeltijd werd er niet gescoord. De beslissing moest vallen door strafschoppen, en de Fransen bleken daarin de betere.
Dit was tevens het toernooi waar de fricties tussen het Nederlandse en Surinaamse deel van het elftal zichtbaar werden. De term "de kabel" is hieruit voortgekomen. Edgar Davids werd uit de ploeg gezet nadat hij bondscoach Guus Hiddink tegenover de buitenlandse pers had beledigd.
|              |           |       |           |                        |
| 10 juni 1996 | Nederland | 0 - 0 | Schotland | Villa Park, Birmingham |
| 10 juni 1996 |           |       |           | Villa Park, Birmingham |

|              |             |       |           |                        |
| 13 juni 1996 | Zwitserland | 0 - 2 | Nederland | Villa Park, Birmingham |
| 13 juni 1996 |             |       |           | Villa Park, Birmingham |

|              |           |       |          |                         |
| 18 juni 1996 | Nederland | 1 - 4 | Engeland | Wembley Stadium, Londen |
| 18 juni 1996 |           |       |          | Wembley Stadium, Londen |

|              |           |                         |           |                    |
| 22 juni 1996 | Frankrijk | 0 - 0 (n.v.) 5-4 (n.s.) | Nederland | Anfield, Liverpool |
| 22 juni 1996 |           |                         |           | Anfield, Liverpool |

| Nederlands voetbalelftal - EK 1996 | Nederlands voetbalelftal - EK 1996 |
| --- | --- |
| - 1. Van der Sar - 2. Reiziger - 3. Blind - 4. Seedorf - 5. Stam - 6. R. de Boer - 7. Taument - 8. Davids - 9. Kluivert - 10. Bergkamp - 11. Hoekstra - 12. Winter | - 13. Numan - 14. Witschge - 15. Bogarde - 16. De Goeij - 17. Cruijff - 18. De Kock - 19. Mulder - 20. Cocu - 21. Hesp - 22. Veldman Coach: Hiddink |

## Wereldkampioenschap voetbal 1994

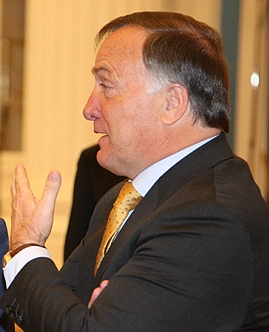
Dick Advocaat was bondscoach tijdens het WK 1994.

De kwalificatie in Groep 2 had Nederland beëindigd op de 2e plaats (die ook recht op plaatsing voor het WK gaf) met 1 punt voorsprong op Engeland.
Het WK van 1994 werd gespeeld in de Verenigde Staten, en Oranje deelde een groep met België, Saoedi-Arabië en Marokko. Na de groepswedstrijden stonden zowel België als Saoedi-Arabië en Nederland op twee gewonnen wedstrijden, de Belgen hadden echter een wat minder doelsaldo. Nadat in de achtste finales de Ieren werden verslagen met 2-0 trof Oranje in de kwartfinales Brazilië. Dit bleek een maatje te groot. Nederland kwam 2-0 achter dankzij goals van Bebeto en Romário, vocht zich daarna knap terug naar 2-2 dankzij goals van Aron Winter en Dennis Bergkamp, maar verloor uiteindelijk toch nog met 3-2 door een vrije trap van Branco.
|              |           |       |               |                              |
| 20 juni 1994 | Nederland | 2 - 1 | Saoedi-Arabië | RFK Stadium, Washington D.C. |
| 20 juni 1994 |           |       |               | RFK Stadium, Washington D.C. |

|              |        |       |           |                      |
| 25 juni 1994 | België | 1 - 0 | Nederland | Citrus Bowl, Orlando |
| 25 juni 1994 |        |       |           | Citrus Bowl, Orlando |

|              |         |       |           |                      |
| 29 juni 1994 | Marokko | 1 - 2 | Nederland | Citrus Bowl, Orlando |
| 29 juni 1994 |         |       |           | Citrus Bowl, Orlando |

|             |           |       |         |                      |
| 4 juli 1994 | Nederland | 2 - 0 | Ierland | Citrus Bowl, Orlando |
| 4 juli 1994 |           |       |         | Citrus Bowl, Orlando |

|             |           |       |          |                     |
| 9 juli 1994 | Nederland | 2 - 3 | Brazilië | Cotton Bowl, Dallas |
| 9 juli 1994 |           |       |          | Cotton Bowl, Dallas |

| Nederlands voetbalelftal - WK 1994 | Nederlands voetbalelftal - WK 1994 |
| --- | --- |
| - 1. De Goeij - 2. F. de Boer - 3. Rijkaard - 4. R. Koeman - 5. Witschge - 6. Wouters - 7. Overmars - 8. Jonk - 9. R. de Boer - 10. Bergkamp - 11. Roy - 12. Bosman | - 13. Van der Sar - 14. Van Gobbel - 15. Blind - 16. Numan - 17. Taument - 18. Valckx - 19. Van Vossen - 20. Winter - 21. De Wolf - 22. Snelders Coach: Advocaat |

## Europees kampioenschap voetbal 1992

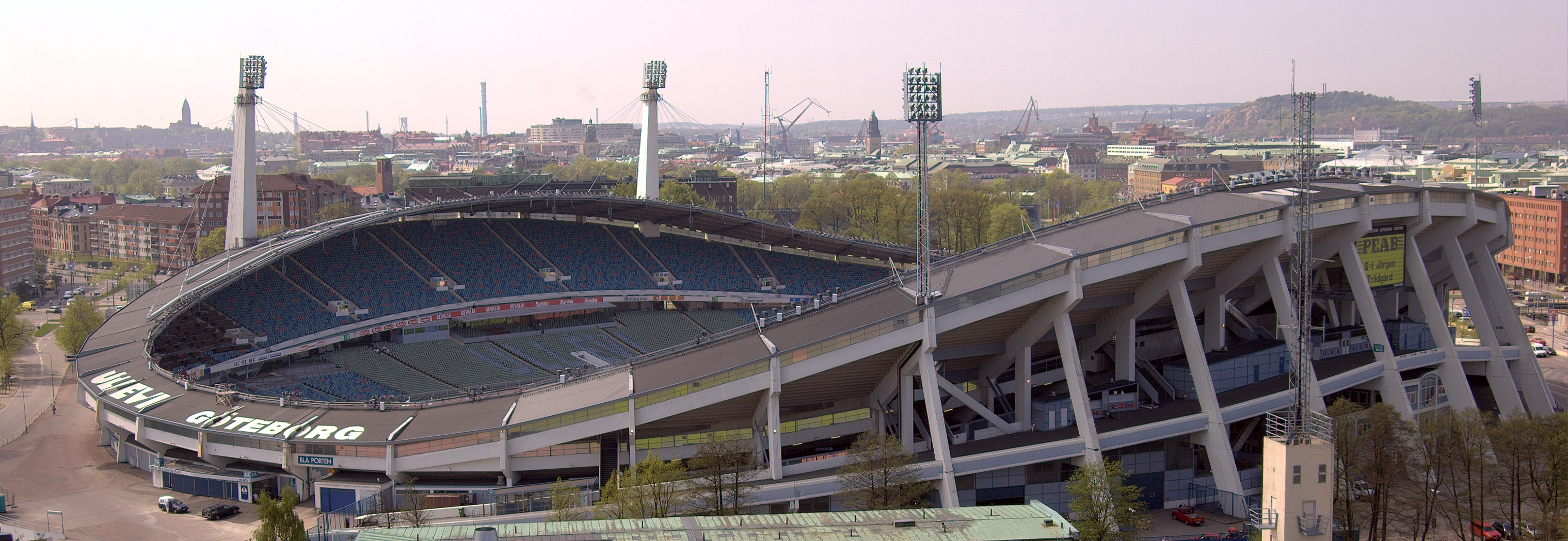
Het Ullevi stadion.

Het EK van 1992 werd gespeeld in Zweden. Nederland wist zich via kwalificatie in Groep 6 voor de eindronde te plaatsen.
Tijdens het EK van 1992 deelde Nederland groep 2 met Schotland, Duitsland en het Gemenebest van Onafhankelijke Staten (GOS). Oranje won van Schotland (1-0) en Duitsland (3-1), en met het gelijkspel (0-0) tegen het GOS werd een halvefinaleplaats veroverd. Daar trof Nederland de Denen, en na een spannende wedstrijd werd de eindstand op 2-2 genoteerd. Oranje bleek in de strafschoppenseries de mindere (Marco van Basten miste) en met 5-4 konden de Denen door, die later Europees kampioen zouden worden ten koste van Duitsland.
|              |           |       |           |                  |
| 12 juni 1992 | Nederland | 1 - 0 | Schotland | Ullevi, Göteborg |
| 12 juni 1992 |           |       |           | Ullevi, Göteborg |

|              |           |       |     |                           |
| 15 juni 1992 | Nederland | 0 - 0 | GOS | Idrottsparken, Norrköping |
| 15 juni 1992 |           |       |     | Idrottsparken, Norrköping |

|              |           |       |           |                  |
| 18 juni 1992 | Nederland | 3 - 1 | Duitsland | Ullevi, Göteborg |
| 18 juni 1992 |           |       |           | Ullevi, Göteborg |

|              |           |                         |            |                  |
| 22 juni 1992 | Nederland | 2 - 2 (n.v.) 4-5 (n.s.) | Denemarken | Ullevi, Göteborg |
| 22 juni 1992 |           |                         |            | Ullevi, Göteborg |

| Nederlands voetbalelftal - EK 1992 | Nederlands voetbalelftal - EK 1992                                                                                                |
| --- | --- |
| - 1. Van Breukelen - 2. Van Aerle - 3. Van Tiggelen - 4. R. Koeman - 5. Blind - 6. Wouters - 7. Bergkamp - 8. Rijkaard - 9. Van Basten - 10. Gullit - 11. Van 't Schip | - 12. Kieft - 13. Menzo - 14. Witschge - 15. Winter - 16. Bosz - 17. F. de Boer - 18. Jonk - 19. Viscaal - 20. Roy Coach: Michels |

## Wereldkampioenschap voetbal 1990
De kwalificatie in Groep 4 had Nederland succesvol afgerond door als eerste te eindigen, voor West-Duitsland.
In de groepswedstrijden tijdens het WK 1990 in Italië plaatste Oranje zich bij de laatste zestien door gelijk te spelen tegen Engeland (0-0), Egypte (1-1) en Ierland (1-1). In de achtste finales slaagde Oranje er niet in de Duitsers te verslaan. Nadat die Mannschaft na rust met 2-0 de leiding nam was het gedaan. In deze wedstrijd vond tevens het befaamde 'spuugincident' plaats, waarbij Frank Rijkaard Rudi Völler bespuugde. Rijkaard houdt daaraan de bijnaam 'De Lama' over. Ronald Koeman mocht in de laatste minuut nog een tegendoelpunt aantekenen uit een strafschop, maar de winst was voor de Duitsers.
|              |           |       |        |                               |
| 12 juni 1990 | Nederland | 1 - 1 | Egypte | Stadio Renzo Barbera, Palermo |
| 12 juni 1990 |           |       |        | Stadio Renzo Barbera, Palermo |

|              |          |       |           |                            |
| 16 juni 1990 | Engeland | 0 - 0 | Nederland | Stadio Sant'Elia, Cagliari |
| 16 juni 1990 |          |       |           | Stadio Sant'Elia, Cagliari |

|              |           |       |         |                               |
| 21 juni 1990 | Nederland | 1 - 1 | Ierland | Stadio Renzo Barbera, Palermo |
| 21 juni 1990 |           |       |         | Stadio Renzo Barbera, Palermo |

|              |                |       |           |                                |
| 24 juni 1990 | West-Duitsland | 2 - 1 | Nederland | Stadio Giuseppe Meazza, Milaan |
| 24 juni 1990 |                |       |           | Stadio Giuseppe Meazza, Milaan |

| Nederlands voetbalelftal - WK 1990 | Nederlands voetbalelftal - WK 1990 |
| --- | --- |
| - 1. Van Breukelen - 2. Van Aerle - 3. Rijkaard - 4. R. Koeman - 5. Van Tiggelen - 6. Wouters - 7. E. Koeman - 8. Vanenburg - 9. Van Basten - 10. Gullit - 11. Witschge - 12. Kieft | - 13. Rutjes - 14. Van 't Schip - 15. Roy - 16. Hiele - 17. Gillhaus - 18. Fraser - 19. Van Loen - 20. Winter - 21. Blind - 22. Menzo Coach: Beenhakker |

## Europees kampioenschap voetbal 1988

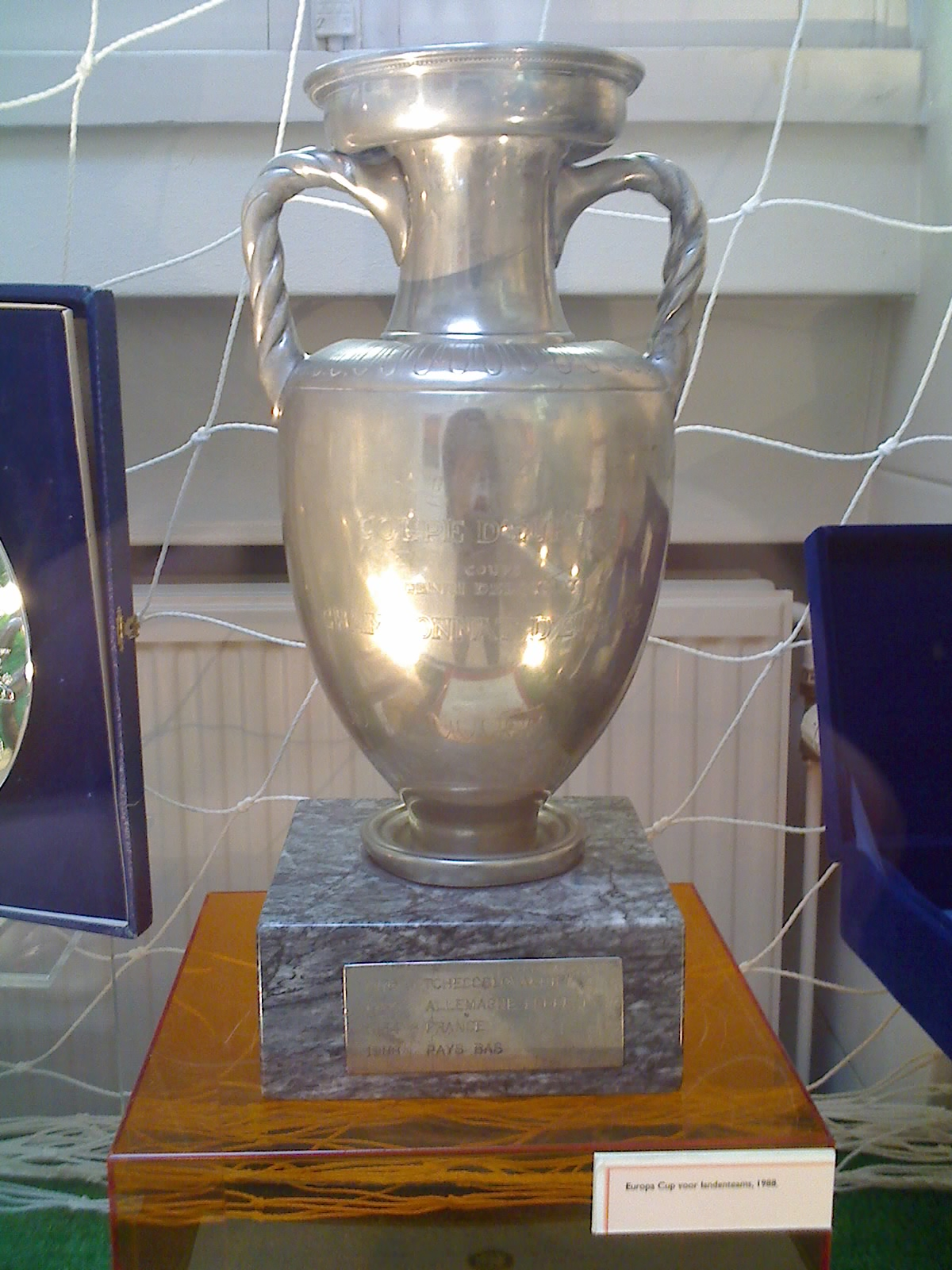
Nederland won het EK van 1988.

De kwalificatie in Groep 5 wist Nederland winnend te beëindigen.
In de eerste poulewedstrijd van dit EK verloor Oranje met 1-0 van de Sovjet-Unie. De daaropvolgende winnend afgesloten wedstrijden tegen Engeland (3-1), met drie doelpunten van de herboren Marco van Basten, en Ierland (1-0, doelpunt Wim Kieft) gaven het Nederlands elftal toch recht op een plaats in de halve finale. In deze halve finale werd met de frustratie van het WK 1974 afgerekend, doordat Oranje met 2-1 won van West-Duitsland (doelpunt Marco van Basten). In de finale trof Oranje opnieuw de Sovjet-Unie, die zich hadden geplaatst ten koste van Italië. Na een spannende wedstrijd stond er 2-0 op het scorebord, na een (kop)doelpunt van Gullit en de bijzondere volley van Marco van Basten, en Nederland werd Europees kampioen.
|              |           |       |             |                               |
| 12 juni 1988 | Nederland | 0 – 1 | Sovjet-Unie | Müngersdorfer Stadion, Keulen |
| 12 juni 1988 |           |       |             | Müngersdorfer Stadion, Keulen |

|              |          |       |           |                          |
| 15 juni 1988 | Engeland | 1 – 3 | Nederland | Rheinstadion, Düsseldorf |
| 15 juni 1988 |          |       |           | Rheinstadion, Düsseldorf |

|              |           |       |         |                            |
| 18 juni 1988 | Nederland | 1 – 0 | Ierland | Parkstadion, Gelsenkirchen |
| 18 juni 1988 |           |       |         | Parkstadion, Gelsenkirchen |

|              |                |       |           |                           |
| 21 juni 1988 | West-Duitsland | 1 - 2 | Nederland | Volksparkstadion, Hamburg |
| 21 juni 1988 |                |       |           | Volksparkstadion, Hamburg |

|              |           |       |             |                         |
| 25 juni 1988 | Nederland | 2 - 0 | Sovjet-Unie | Olympiastadion, München |
| 25 juni 1988 |           |       |             | Olympiastadion, München |

| Nederlands voetbalelftal - EK 1988 | Nederlands voetbalelftal - EK 1988 |
| --- | --- |
| - 1. Van Breukelen - 2. Van Tiggelen - 3. Troost - 4. R. Koeman - 5. Winter - 6. Van Aerle - 7. Vanenburg - 8. Mühren - 9. Bosman - 10. Gullit - 11. Van 't Schip | - 12. Van Basten - 13. E. Koeman - 14. Kieft - 15. Koevermans - 16. Hiele - 17. Rijkaard - 18. Suvrijn - 19. Krüzen - 20. Wouters Coach: Michels |

## Wereldkampioenschap voetbal 1986

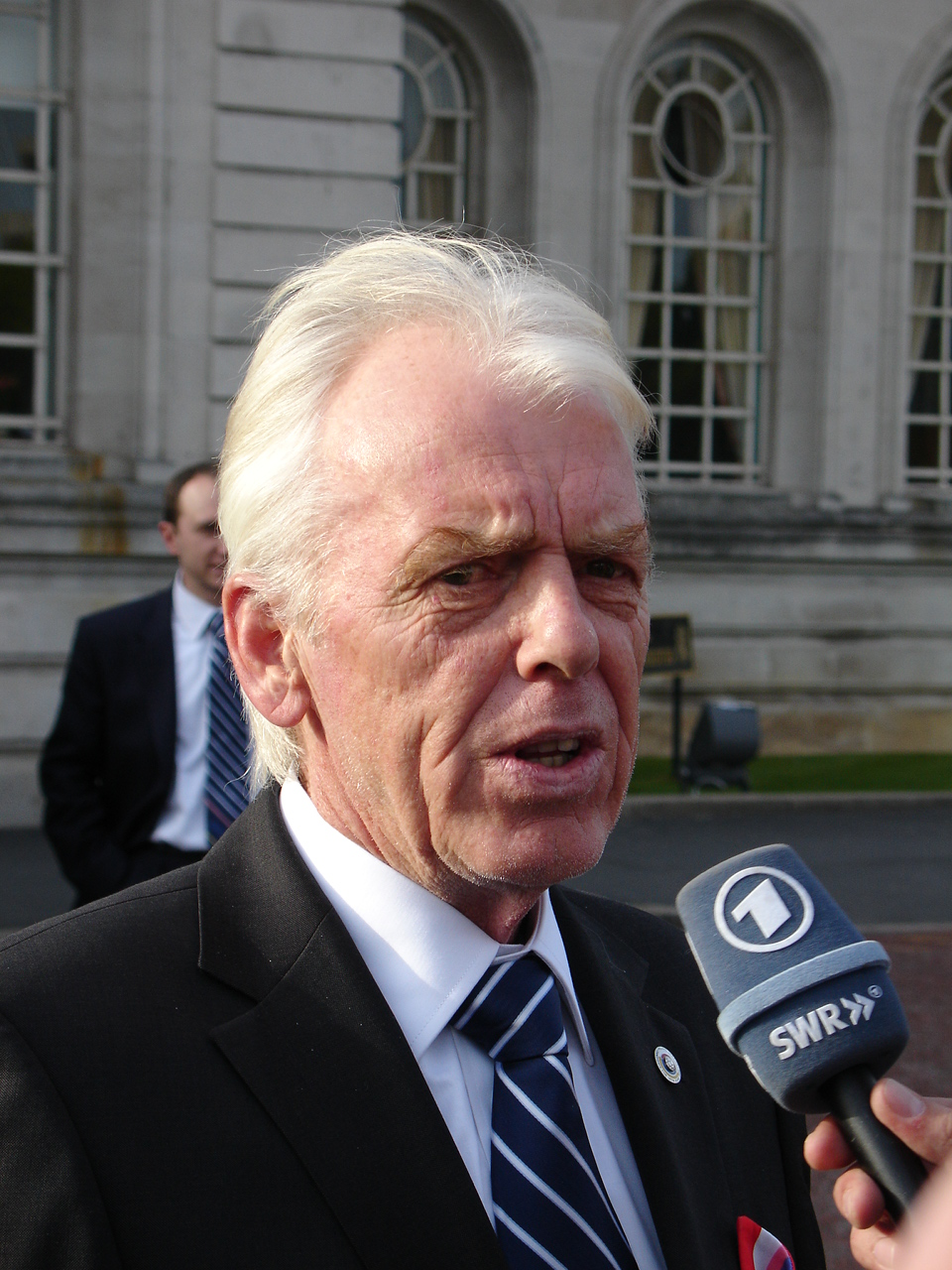
Leo Beenhakker was een van de drie bondscoaches deze periode.

Nederland werd voor het wereldkampioenschap voetbal dat in 1986 in Mexico werd gehouden ingedeeld in een groep met drie tegenstanders. De nummer een van de poule plaatste zich rechtstreeks voor het WK, de nummer twee moest een play-off spelen.
Nederland begon onder bondscoach Kees Rijvers de kwalificatie met een 1-2 nederlaag in Rotterdam tegen Hongarije. In het tweede kwalificatieduel stond Rinus Michels aan het roer. Onder hem werd met 1-0 in en van Oostenrijk verloren. Daarna werd Cyprus in eigen huis met 1-0 verslagen. Met Leo Beenhakker als derde coach tijdens de kwalificatie werd daarna thuis met ruime cijfers van Cyprus gewonnen (7-1). Daarna volgde een gelijkspel tegen Oostenrijk in Rotterdam (1-1). Nederland sloot af met een 0-1 zege bij groepswinnaar Hongarije. Rob de Wit scoorde met een stift het winnende doelpunt. Nederland stelde hiermee de tweede plaats veilig die een play-off afdwong.
In de play-off moest het Nederlands elftal met buurland België af zien te rekenen. In Brussel beperkte Nederland met 10 spelers de schade tot een kleine 1-0 nederlaag, nadat Wim Kieft al in de 3de minuut een rode kaart ontving en uit het veld was gestuurd. In Rotterdam werd daarna met 2-1 gewonnen, na 2-0 te hebben voorgestaan. De stand was daarmee gelijk, maar België ging door op basis van het uitdoelpunt van Georges Grün.
| # | Land       | Wedstrijden | Wedstrijden | Wedstrijden | Wedstrijden | Doelpunten | Doelpunten | Doelpunten | Punten |
| - | ---------- | ----------- | ----------- | ----------- | ----------- | ---------- | ---------- | ---------- | ------ |
| # | Land       | G           | W           | G           | V           | V          | T          | Saldo      | Punten |
| 1 | Hongarije  | 6           | 5           | 0           | 1           | 12         | 4          | +8         | 10     |
| 2 | Nederland  | 6           | 3           | 1           | 2           | 11         | 5          | +6         | 7      |
| 3 | Oostenrijk | 6           | 3           | 1           | 2           | 9          | 8          | +1         | 7      |
| 4 | Cyprus     | 6           | 0           | 0           | 6           | 3          | 18         | −15        | 0      |

|                 |        |       |           |         |
| 16 oktober 1985 | België | 1 - 0 | Nederland | Brussel |
| 16 oktober 1985 |        |       |           | Brussel |

|                  |           |       |        |           |
| 20 november 1985 | Nederland | 2 - 1 | België | Rotterdam |
| 20 november 1985 |           |       |        | Rotterdam |

## Europees kampioenschap voetbal 1984
Voor het Europees kampioenschap voetbal dat in 1984 in Frankrijk werd gehouden werd Nederland ingedeeld in een groep met vier tegenstanders. Enkel de groepswinnaar ging door naar het eindtoernooi.
Nederland begon de kwalificatie met een 1-1 gelijkspel in IJsland. Thuis werd daarna Ierland met 2-1 verslagen. Ook de uitwedstrijd tegen Malta werd winnend afgesloten (0-6). In Spanje werd de eerste nederlaag geleden. Nederland verloor met 1-0 door een doelpunt van Juan Antonio Señor. Vervolgens werden IJsland (3-0) en Ierland (2-3) verslagen, waarna er thuis revanche werd genomen tegen Spanje. In Rotterdam werd met 2-1 gewonnen. Op 17 december 1983 sloot Nederland de kwalificatie af met een 5-0-overwinning op Malta. Spanje moest echter ook nog tegen die ploeg. Op 21 december moesten de Spanjaarden met minimaal elf doelpunten verschil winnen. In de rust stond het nog maar 3-1, maar na de rust hielden de Maltezers open huis. Spanje won met 12-1, waardoor Nederland was uitgeschakeld.
| # | Land      | Wedstrijden | Wedstrijden | Wedstrijden | Wedstrijden | Doelpunten | Doelpunten | Doelpunten | Punten |
| - | --------- | ----------- | ----------- | ----------- | ----------- | ---------- | ---------- | ---------- | ------ |
| # | Land      | G           | W           | G           | V           | V          | T          | Saldo      | Punten |
| 1 | Spanje    | 8           | 6           | 1           | 1           | 24         | 8          | +16        | 13     |
| 2 | Nederland | 8           | 6           | 1           | 1           | 22         | 6          | +16        | 13     |
| 3 | Ierland   | 8           | 4           | 1           | 3           | 20         | 10         | +10        | 9      |
| 4 | IJsland   | 8           | 1           | 1           | 6           | 3          | 13         | −10        | 3      |
| 5 | Malta     | 8           | 1           | 0           | 7           | 5          | 37         | −32        | 2      |

| # | Naam            | Goals |
| - | --------------- | ----- |
| 1 | Ruud Gullit     | 5     |
| 2 | Dick Schoenaker | 4     |
| 3 | Peter Houtman   | 3     |
| 4 | Cees van Kooten | 2     |
| 4 | Frank Rijkaard  | 2     |
| 6 | 6 spelers       | 1     |

## Wereldkampioenschap voetbal 1982

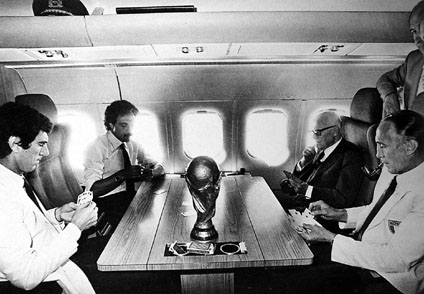
Italië nam de wereldbeker mee naar huis.

Voor het wereldkampioenschap voetbal dat in 1982 in Spanje werd gehouden, werd Nederland ingedeeld in een groep met vier tegenstanders, waarvan de eerste twee zich zouden kwalificeren voor het eindtoernooi.
Nederland begon de kwalificatie onder bondscoach Jan Zwartkruis met een uitwedstrijd in Dublin tegen Ierland, die met 2-1 werd verloren (de storm-wedstrijd). Ook de tweede wedstrijd leverde geen winst op. Tegen buurland België werd met 1-0 in Brussel verloren. Zwartkruis nam daarna, na een vriendschappelijk toernooi in Uruguay, ontslag en de eerstvolgende wedstrijd tegen Cyprus werd onder interim-coach Rob Baan met 3-0 gewonnen. Hierna werd Kees Rijvers als bondscoach aangesteld. Onder zijn leiding werd het sterke Frankrijk in Rotterdam met 1-0 verslagen, dit was door de zwakke start in de eerste 3 wedstrijden een cruciale wedstrijd voor Nederland. Ook de uitwedstrijd tegen Cyprus werd gewonnen, zij het moeizaam (0-1). Thuis tegen Ierland werd er gelijkgespeeld (2-2) en de latere groepswinnaar België werd met 3-0 naar huis gestuurd. In de laatste wedstrijd verloor Nederland echter van Frankrijk (2-0), door onder meer een vrije trap van Michel Platini en eindigde hierdoor als vierde in de groep en was daarmee uitgeschakeld voor het eindtoernooi.

### Eindstand groep 2
| # | Land      | Wedstrijden | Wedstrijden | Wedstrijden | Wedstrijden | Doelpunten | Doelpunten | Doelpunten | Punten |
| - | --------- | ----------- | ----------- | ----------- | ----------- | ---------- | ---------- | ---------- | ------ |
| # | Land      | G           | W           | G           | V           | V          | T          | Saldo      | Punten |
| 1 | België    | 8           | 5           | 1           | 2           | 12         | 9          | +3         | 11     |
| 2 | Frankrijk | 8           | 5           | 0           | 3           | 20         | 8          | +12        | 10     |
| 3 | Ierland   | 8           | 4           | 2           | 2           | 17         | 11         | +6         | 10     |
| 4 | Nederland | 8           | 4           | 1           | 3           | 11         | 7          | +4         | 9      |
| 5 | Cyprus    | 8           | 0           | 0           | 8           | 4          | 29         | −25        | 0      |

## Europees kampioenschap voetbal 1980

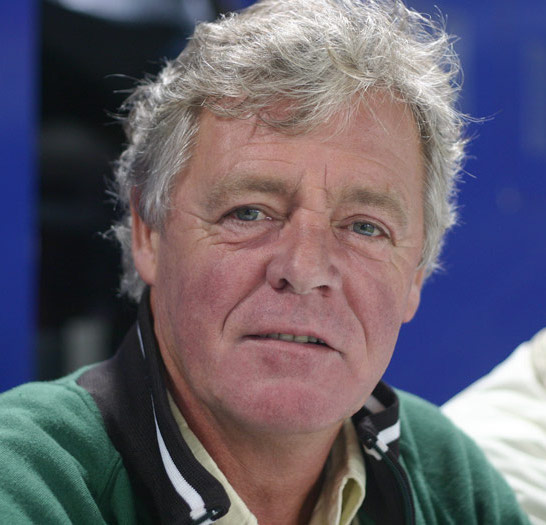
Johnny Rep scoorde vanaf elf meter tegen West-Duitsland.

Voor het Europees kampioenschap voetbal dat in 1980 in Italië werd gehouden, overleefde Nederland de kwalificatie door als eerste te eindigen in een groep met Polen, de DDR, Zwitserland en IJsland.
Nederland begon het toernooi goed met een 1-0-overwinning op Griekenland door een doelpunt van Kees Kist. In de tweede wedstrijd tegen de latere kampioen West-Duitsland kwam Nederland met 3-0 achter door een hattrick van Klaus Allofs. Doelpunten van Johnny Rep en Willy van de Kerkhof brachten de marge weer terug naar één (3-2), maar de gelijkmaker werd niet meer gescoord. In de laatste wedstrijd tegen Tsjecho-Slowakije kwam Nederland na ongeveer een kwartier op een 0-1-achterstand door een doelpunt van Zdeněk Nehoda. Kees Kist bracht met zijn tweede treffer van het toernooi de stand na een uur spelen nog weer op gelijke hoogte, maar de nodige winnende treffer bleef uit. Nederland eindigde hierdoor als derde in de groep en was daarmee uitgeschakeld.
|              |           |       |             |                          |
| 11 juni 1980 | Nederland | 1 - 0 | Griekenland | Stadio San Paolo, Napels |
| 11 juni 1980 |           |       |             | Stadio San Paolo, Napels |

|              |                |       |           |                          |
| 14 juni 1980 | West-Duitsland | 3 - 2 | Nederland | Stadio San Paolo, Napels |
| 14 juni 1980 |                |       |           | Stadio San Paolo, Napels |

|              |           |       |                   |                                |
| 17 juni 1980 | Nederland | 1 - 1 | Tsjecho-Slowakije | Stadio Giuseppe Meazza, Milaan |
| 17 juni 1980 |           |       |                   | Stadio Giuseppe Meazza, Milaan |

| Nederlands voetbalelftal - EK 1980 | Nederlands voetbalelftal - EK 1980 |
| --- | --- |
| - 1. Schrijvers - 2. Wijnstekers - 3. Van de Korput - 4. Hovenkamp - 5. Krol - 6. Poortvliet - 7. R. van de Kerkhof - 8. W. van de Kerkhof - 9. Kist - 10. Haan - 11. Otto - 12. Rep | - 13. Nanninga - 14. Koster - 15. Stevens - 16. Doesburg - 17. Vreijsen - 18. Thijssen - 19. Zondervan - 20. Van Breukelen - 21. Brandts - 22. Metgod Coach: Zwartkruis |

## Wereldkampioenschap voetbal 1978
Voor het wereldkampioenschap voetbal dat in 1978 in Argentinië werd gehouden, eindigde Nederland als eerste in groep 4 van de kwalificatie, met alleen puntverlies tegen Noord-Ierland.
Tijdens het WK kwam Nederland weliswaar door de groepswedstrijden, maar echt overtuigend was het niet met winst op Iran (3-0), een gelijkspel tegen Peru (0-0) en verlies tegen de Schotten (3-2). In de tweede ronde ging het er allemaal wat beter op lijken, winst tegen Oostenrijk (5-1) en Italië (2-1), en een gelijkspel tegen de West-Duitsers gaven recht op deelname aan de finalewedstrijd. In deze finale trof Oranje gastland Argentinië en voor de tweede keer op rij moest in een finale het gastland worden bestreden. Ook deze keer ging het mis, Argentinië nam halverwege de eerste helft de leiding en Oranje was pas in de 82e minuut in staat gelijk te maken door een doelpunt van Dick Nanninga. Vlak voor het einde van de reguliere speeltijd schoot Rob Rensenbrink nog tegen de paal. In de verlenging scoorden de Argentijnen echter twee keer en weer stond Nederland met lege handen.
|             |           |       |      |                                      |
| 3 juni 1978 | Nederland | 3 - 0 | Iran | Estadio Malvinas Argentinas, Mendoza |
| 3 juni 1978 |           |       |      | Estadio Malvinas Argentinas, Mendoza |

|             |           |       |      |                                      |
| 7 juni 1978 | Nederland | 0 - 0 | Peru | Estadio Malvinas Argentinas, Mendoza |
| 7 juni 1978 |           |       |      | Estadio Malvinas Argentinas, Mendoza |

|              |           |       |           |                                      |
| 11 juni 1978 | Schotland | 3 - 2 | Nederland | Estadio Malvinas Argentinas, Mendoza |
| 11 juni 1978 |           |       |           | Estadio Malvinas Argentinas, Mendoza |

|              |            |       |           |                                            |
| 14 juni 1978 | Oostenrijk | 1 - 5 | Nederland | Estadio Olímpico Chateau Carreras, Córdaba |
| 14 juni 1978 |            |       |           | Estadio Olímpico Chateau Carreras, Córdaba |

|              |           |       |                |                                            |
| 18 juni 1978 | Nederland | 2 - 2 | West-Duitsland | Estadio Olímpico Chateau Carreras, Córdaba |
| 18 juni 1978 |           |       |                | Estadio Olímpico Chateau Carreras, Córdaba |

|              |        |       |           |                             |
| 21 juni 1978 | Italië | 1 - 2 | Nederland | El Monumental, Buenos Aires |
| 21 juni 1978 |        |       |           | El Monumental, Buenos Aires |

|              |           |              |            |                             |
| 25 juni 1978 | Nederland | 1 - 3 (n.v.) | Argentinië | El Monumental, Buenos Aires |
| 25 juni 1978 |           |              |            | El Monumental, Buenos Aires |

| Nederlands voetbalelftal - WK 1978 | Nederlands voetbalelftal - WK 1978 |
| --- | --- |
| - 1. Schrijvers - 2. Poortvliet - 3. Schoenaker - 4. Van Kraaij - 5. Krol - 6. Jansen - 7. Wildschut - 8. Jongbloed - 9. Haan - 10. R. van de Kerkhof - 11. W. van de Kerkhof - 12. Rensenbrink | - 13. Neeskens - 14. Boskamp - 15. Hovenkamp - 16. Rep - 17. Rijsbergen - 18. Nanninga - 19. Doesburg - 20. Suurbier - 21. Lubse - 22. Brandts Coach: Happel |

## Europees kampioenschap voetbal 1976

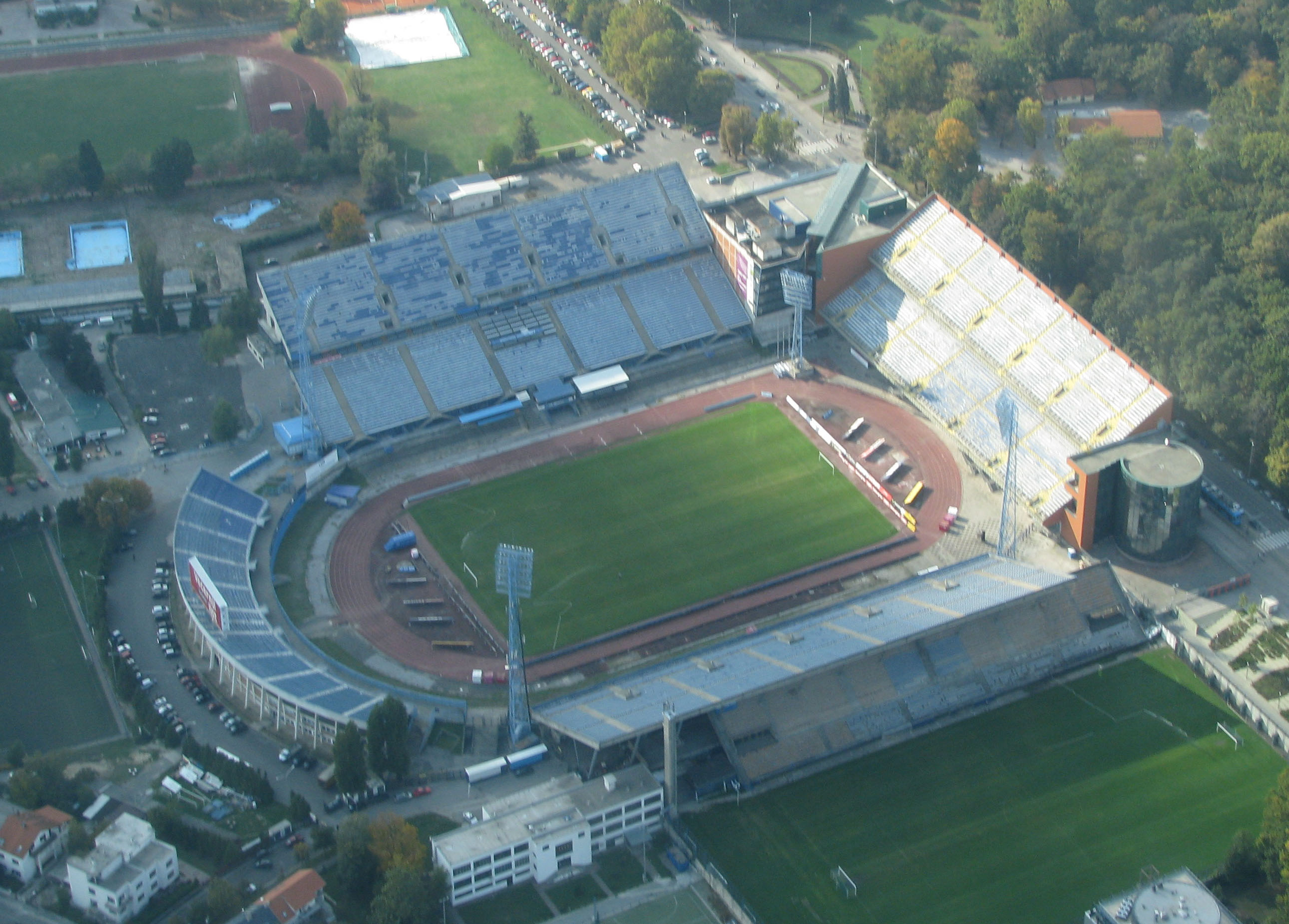
Het Maksimirstadion.

De kwalificatie met 32 deelnemende landen verdeeld in acht groepen, had Nederland in Groep 5 winnend afgesloten door Polen, Italië en Finland achter zich te laten.
Voordat de eindronde gespeeld werd moest het Nederlands elftal in de kwartfinale aantreden tegen België. De thuiswedstrijd in Rotterdam werd overtuigend met 5-0 gewonnen. De return in Brussel werd eveneens gewonnen, dit keer met 1-2. Hiermee kwalificeerde Nederland zich voor het eerst voor het EK.
De eindronde, met vier teams, werd gespeeld in Joegoslavië.
In de halve finale trof het Nederlands elftal het team uit Tsjecho-Slowakije. Vooraf ging Nederland uit van een simpele overwinning, waardoor de finale slechts een kwestie van tijd zou zijn. De Tsjecho-Slowaken bleken echter een taaie tegenstander te zijn. Tsjecho-Slowakije kwam al snel in de wedstrijd met 1-0 voor en pas laat kwam Nederland op gelijke hoogte door een eigen doelpunt. Uiteindelijk verloor Oranje de verlenging met 3-1.
Het duel om de derde plaats (de verliezersfinale) werd gespeeld tegen Joegoslavië en werd met 2-3 gewonnen door Oranje. Ruud Geels en Willy van de Kerkhof hadden Nederland in de eerste helft op een 0-2-voorsprong gezet. Josip Katalinski scoorde vlak voor rust de aansluitingstreffer namens het gastland. De treffer van Dragan Džajić zo'n tien minuten voor tijd zorgde ervoor dat er verlengd moest worden, waarin Geels de beslissende treffer scoorde.
|              |                   |              |           |                         |
| 16 juni 1976 | Tsjecho-Slowakije | 3 - 1 (n.v.) | Nederland | Maksimirstadion, Zagreb |
| 16 juni 1976 |                   |              |           | Maksimirstadion, Zagreb |

|              |             |              |           |                         |
| 19 juni 1976 | Joegoslavië | 2 - 3 (n.v.) | Nederland | Maksimirstadion, Zagreb |
| 19 juni 1976 |             |              |           | Maksimirstadion, Zagreb |

| Nederlands voetbalelftal - EK 1976 | Nederlands voetbalelftal - EK 1976 |
| --- | --- |
| - 1. Schrijvers - 2. Suurbier - 3. Rijsbergen - 4. Van Kraaij - 5. Krol - 6. Neeskens - 7. Jansen - 8. Rep - 9. Cruijff - 10. W. van de Kerkhof - 11. Rensenbrink | - 12. Van Hanegem - 13. Geels - 14. Peters - 15. R. van de Kerkhof - 16. Arntz - 17. Ruiter - 18. Jongbloed - 19. Kist - 20. Meutstege Coach: Knobel |

## Wereldkampioenschap voetbal 1974

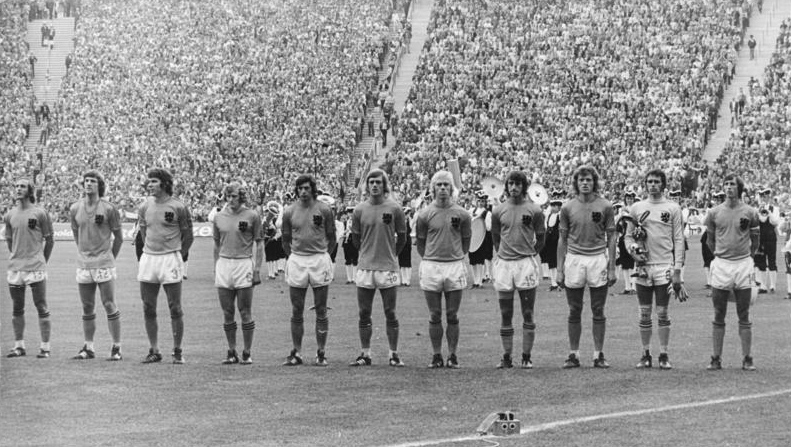
Nederlands elftal bij de finale.

De kwalificatie voor het wereldkampioenschap van 1974 had Nederland in de UEFA Groep 3 dankzij een beter doelsaldo ten opzichte van België winnend afgesloten. In de beslissende wedstrijd werd twee minuten voor tijd een vermeende buitenspelgoal van Jan Verheyen afgekeurd.
In Duitsland kwam Oranje tijdens het WK van 1974 overtuigend door de groepsfase, met winst tegen Uruguay en Bulgarije, en een gelijkspel tegen Zweden. Ook in de tweede ronde waren er geen problemen, alle drie wedstrijden werden gewonnen (Argentinië 4-0; DDR 2-0 en Brazilië 2-0). Voor het eerst in de geschiedenis verwierf Oranje een plaats in de finale, en speelde tegen West-Duitsland. Al in de tweede minuut van deze finale, zonder dat Duitsland de bal zelfs had aangeraakt, werd Johan Cruijff neergehaald en Johan Neeskens benutte de strafschop. Even is de euforie daar, maar na een half uur mochten ook de Duitsers een strafschop nemen, na een overtreding op Hölzenbein. Paul Breitner scoorde de gelijkmaker, en nog voor rust keek Nederland tegen een achterstand aan door een doelpunt van Gerd Müller. Duitsland kon de wedstrijd rustig uitspelen en werd wereldkampioen. De finale werd gespeeld in het Olympiastadion, destijds het terrein van Bayern München.
|              |         |       |           |                                |
| 15 juni 1974 | Uruguay | 0 - 2 | Nederland | Niedersachsenstadion, Hannover |
| 15 juni 1974 |         |       |           | Niedersachsenstadion, Hannover |

|              |           |       |        |                            |
| 19 juni 1974 | Nederland | 0 - 0 | Zweden | Westfalenstadion, Dortmund |
| 19 juni 1974 |           |       |        | Westfalenstadion, Dortmund |

|              |           |       |           |                            |
| 23 juni 1974 | Nederland | 4 - 1 | Bulgarije | Westfalenstadion, Dortmund |
| 23 juni 1974 |           |       |           | Westfalenstadion, Dortmund |

|              |           |       |            |                            |
| 26 juni 1974 | Nederland | 4 - 0 | Argentinië | Parkstadion, Gelsenkirchen |
| 26 juni 1974 |           |       |            | Parkstadion, Gelsenkirchen |

|              |                                |       |           |                            |
| 30 juni 1974 | Duitse Democratische Republiek | 0 - 2 | Nederland | Parkstadion, Gelsenkirchen |
| 30 juni 1974 |                                |       |           | Parkstadion, Gelsenkirchen |

|             |           |       |          |                            |
| 3 juli 1974 | Nederland | 2 - 0 | Brazilië | Westfalenstadion, Dortmund |
| 3 juli 1974 |           |       |          | Westfalenstadion, Dortmund |

|             |           |       |                |                         |
| 7 juli 1974 | Nederland | 1 - 2 | West-Duitsland | Olympiastadion, München |
| 7 juli 1974 |           |       |                | Olympiastadion, München |

| Nederlands voetbalelftal - WK 1974 | Nederlands voetbalelftal - WK 1974 |
| --- | --- |
| - 1. Geels - 2. Haan - 3. Van Hanegem - 4. Van Ierssel - 5. Israël - 6. Jansen - 7. De Jong - 8. Jongbloed - 9. Keizer - 10. R. van de Kerkhof - 11. W. van de Kerkhof - 12. Krol | - 13. Neeskens - 14. Cruijff - 15. Rensenbrink - 16. Rep - 17. Rijsbergen - 18. Schrijvers - 19. Strik - 20. Suurbier - 21. Treijtel - 22. Vos Coach: Michels |

## Europees kampioenschap voetbal 1972

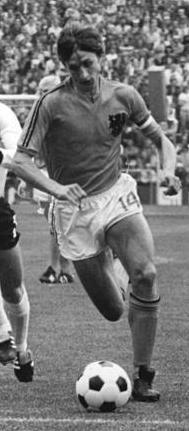
Topscorer Johan Cruijff.

Voor het Europees kampioenschap voetbal dat in 1972 in België werd gehouden werd Nederland ingedeeld in een groep met drie tegenstanders. Enkel de groepswinnaar ging door naar het eindtoernooi.
Nederland begon aan de kwalificatie met de Tsjecho-Slowaakse bondscoach František Fadrhonc met een 1-1 gelijkspel tegen Joegoslavië in Rotterdam. In Dresden werd daarna met 1-0 van de DDR verloren. In Rotterdam werd daarna Luxemburg met 6-0 verslagen, maar in Split leed Nederland de tweede nederlaag. Joegoslavië was met 2-0 te sterk. Thuis werd daarna van Oost-Duitsland gewonnen (3-2) en in Eindhoven werd de uitwedstrijd tegen Luxemburg met 0-8 gewonnen, door onder meer drie doelpunten van Johan Cruijff. Het bleek echter niet genoeg. Joegoslavië eindigde als eerste in de groep en plaatste zich daarmee voor het EK.
| # | Land                           | Wedstrijden | Wedstrijden | Wedstrijden | Wedstrijden | Doelpunten | Doelpunten | Doelpunten | Punten |
| - | ------------------------------ | ----------- | ----------- | ----------- | ----------- | ---------- | ---------- | ---------- | ------ |
| # | Land                           | G           | W           | G           | V           | V          | T          | Saldo      | Punten |
| 1 | Joegoslavië                    | 6           | 3           | 3           | 0           | 7          | 2          | +5         | 9      |
| 2 | Nederland                      | 6           | 3           | 1           | 2           | 18         | 6          | +12        | 7      |
| 3 | Duitse Democratische Republiek | 6           | 3           | 1           | 2           | 11         | 6          | +5         | 7      |
| 4 | Luxemburg                      | 6           | 0           | 1           | 5           | 1          | 23         | −22        | 1      |

| # | Naam           | Goals |
| - | -------------- | ----- |
| 1 | Johan Cruijff  | 5     |
| 1 | Piet Keizer    | 5     |
| 3 | Barry Hulshoff | 2     |
| 3 | Rinus Israël   | 2     |
| 5 | 4 spelers      | 1     |

## Wereldkampioenschap voetbal 1970
Voor het wereldkampioenschap voetbal dat in 1970 in Mexico werd gehouden werd Nederland ingedeeld in een kwalificatiegroep met drie tegenstanders. Enkel de groepswinnaar ging door naar het eindtoernooi.
Nederland begon de kwalificatie onder bondscoach Georg Keßler met een uitwedstrijd tegen Luxemburg die in Rotterdam werd gespeeld en met 0-2 werd gewonnen. In Sofia werd daarna met 2-0 van Bulgarije verloren. De tweede wedstrijd tegen Luxemburg, die eveneens in Rotterdam werd gespeeld, werd met 4-0 gewonnen. Ook Polen werd thuis verslagen (1-0). Uit werd echter van de Polen verloren met 2-1, mede door een gemiste strafschop van Henk Wery. In de laatste wedstrijd werd er tegen Bulgarije gelijkgespeeld (1-1), waardoor Nederland definitief uitgeschakeld was voor het eindtoernooi.

### Eindstand groep 8
| # | Land      | Wedstrijden | Wedstrijden | Wedstrijden | Wedstrijden | Doelpunten | Doelpunten | Doelpunten | Punten |
| - | --------- | ----------- | ----------- | ----------- | ----------- | ---------- | ---------- | ---------- | ------ |
| # | Land      | G           | W           | G           | V           | V          | T          | Saldo      | Punten |
| 1 | Bulgarije | 6           | 4           | 1           | 1           | 12         | 7          | +5         | 9      |
| 2 | Polen     | 6           | 4           | 0           | 2           | 19         | 8          | +11        | 8      |
| 3 | Nederland | 6           | 3           | 1           | 2           | 9          | 5          | +4         | 7      |
| 4 | Luxemburg | 6           | 0           | 0           | 6           | 4          | 24         | −20        | 0      |

## Europees kampioenschap voetbal 1968

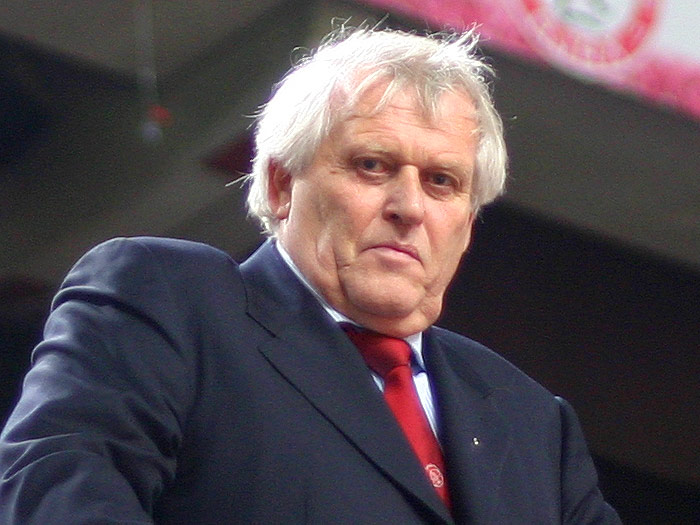
Piet Keizer scoorde tweemaal in de kwalificatie.

Voor het Europees kampioenschap voetbal dat in 1968 in Italië werd gehouden, werd Nederland ingedeeld in een groep met drie tegenstanders. Enkel de groepswinnaar ging door naar het eindtoernooi.
Nederland begon de kwalificatie onder Georg Keßler met een 2-2 gelijkspel tegen Hongarije in Rotterdam. Vervolgens werd Denemarken thuis met 2-0 verslagen. De uitwedstrijd tegen de DDR werd met 4-3 verloren en ook in Hongarije ging het Nederlands elftal onderuit (2-1). Er volgde een overwinning in eigen huis op Oost-Duitsland (1-0), maar ook van Denemarken werd verloren (uit, 2-1), waardoor Nederland zich niet wist te kwalificeren voor het eindtoernooi.
| # | Land                           | Wedstrijden | Wedstrijden | Wedstrijden | Wedstrijden | Doelpunten | Doelpunten | Doelpunten | Punten |
| - | ------------------------------ | ----------- | ----------- | ----------- | ----------- | ---------- | ---------- | ---------- | ------ |
| # | Land                           | G           | W           | G           | V           | V          | T          | Saldo      | Punten |
| 1 | Hongarije                      | 6           | 4           | 1           | 1           | 15         | 5          | +10        | 9      |
| 2 | Duitse Democratische Republiek | 6           | 3           | 1           | 2           | 10         | 10         | +0         | 7      |
| 3 | Nederland                      | 6           | 2           | 1           | 3           | 11         | 11         | +0         | 5      |
| 4 | Denemarken                     | 6           | 1           | 1           | 4           | 6          | 16         | −16        | 3      |

| # | Naam         | Goals |
| - | ------------ | ----- |
| 1 | Piet Keizer  | 2     |
| 1 | Wim Suurbier | 2     |
| 3 | 6 spelers    | 1     |

## Wereldkampioenschap voetbal 1966
Voor het wereldkampioenschap voetbal dat in 1966 in Engeland werd gehouden, werd Nederland ingedeeld in een groep met drie tegenstanders. Enkel de groepswinnaar ging door naar het eindtoernooi.
Nederland begon de kwalificatie onder Elek Schwartz met een 2-0-overwinning op Albanië. Het zou de laatste wedstrijd van Schwartz zijn, die bij Benfica tekende. Onder zijn opvolger Denis Neville werd de uitwedstrijd tegen Albanië ook met 2-0 gewonnen. Een dubbele confrontatie tegen de Noord-Ieren volgde. In Belfast werd met 2-1 verloren, door onder meer een doelpunt van George Best. Thuis kwam Oranje niet verder dan een 0-0 gelijkspel. Ook in de dubbele confrontatie tegen Zwitserland was Nederland niet succesvol. Thuis werd er doelpuntloos gelijk gespeeld, terwijl uit met 2-1 werd verloren. Nederland eindigde op een derde plaats in de groep en was daarmee uitgeschakeld voor het eindtoernooi. Op 9 februari 1966 debuteerde Johan Cruijff voor het Nederlands elftal in een oefenwedstrijd tegen de Franse club Strasbourg. Hij scoorde een hattrick in een wedstrijd die in het Haagse stadion Zuiderpark werd gespeeld en met 7-0 werd gewonnen.
| # | Land          | Wedstrijden | Wedstrijden | Wedstrijden | Wedstrijden | Doelpunten | Doelpunten | Doelpunten | Punten |
| - | ------------- | ----------- | ----------- | ----------- | ----------- | ---------- | ---------- | ---------- | ------ |
| # | Land          | G           | W           | G           | V           | V          | T          | Saldo      | Punten |
| 1 | Zwitserland   | 6           | 4           | 1           | 1           | 7          | 3          | +4         | 9      |
| 2 | Noord-Ierland | 6           | 3           | 2           | 1           | 9          | 5          | +4         | 8      |
| 3 | Nederland     | 6           | 2           | 2           | 2           | 6          | 4          | +2         | 6      |
| 4 | Albanië       | 6           | 0           | 1           | 5           | 2          | 12         | −10        | 1      |

| # | Naam            | Goals |
| - | --------------- | ----- |
| 1 | Hennie van Nee  | 2     |
| 2 | Frans Geurtsen  | 1     |
| 2 | Theo Laseroms   | 1     |
| 2 | Bennie Muller   | 1     |
| 2 | Daan Schrijvers | 1     |

## Europees kampioenschap voetbal 1964
Voor het Europees kampioenschap voetbal dat in 1964 in Spanje werd gehouden, werd Nederland in de kwalificatie in de eerste ronde gekoppeld aan Zwitserland. Het was voor Nederland de eerste mogelijkheid om zich te kwalificeren voor het EK, aangezien voor de eerste editie in 1960 Nederland zich niet had aangemeld.
Nederland begon de dubbele confrontatie tegen de Zwitsers met een 3-1-overwinning in het Olympisch Stadion in Amsterdam. Tonny van der Linden, Sjaak Swart en Henk Groot scoorden voor Oranje. In de return werd met 1-1 gelijkgespeeld, waarmee Nederland de volgende ronde bereikte. Piet Kruiver scoorde namens Nederland.
In de achtste finales werd Nederland gekoppeld aan Luxemburg. Het Nederlands elftal had al zes keer tegen Luxemburg gespeeld en dat had maar één keer in puntverlies geresulteerd (op 31 maart 1940 werd er met 4-5 verloren). De verwachting was dus dat Nederland door zou gaan naar de volgende ronde.
De uitwedstrijd werd gespeeld in het Olympisch Stadion in Amsterdam, maar leverde geen winst op (1-1, doelpunt Klaas Nuninga). In de thuiswedstrijd in De Kuip werd er zelfs verloren van de Luxemburgers (1-2, doelpunt Piet Kruiver), waardoor Nederland uitgeschakeld werd.
| # | Naam                 | Goals |
| - | -------------------- | ----- |
| 1 | Piet Kruiver         | 2     |
| 2 | Henk Groot           | 1     |
| 2 | Tonny van der Linden | 1     |
| 2 | Klaas Nuninga        | 1     |
| 2 | Sjaak Swart          | 1     |

|                  |           |       |             |           |
| 11 november 1962 | Nederland | 3 - 1 | Zwitserland | Amsterdam |
| 11 november 1962 |           |       |             | Amsterdam |

|               |             |       |           |      |
| 31 maart 1963 | Zwitserland | 1 - 1 | Nederland | Bern |
| 31 maart 1963 |             |       |           | Bern |

|                   |           |       |           |           |
| 11 september 1963 | Luxemburg | 1 - 1 | Nederland | Amsterdam |
| 11 september 1963 |           |       |           | Amsterdam |

|                 |           |       |           |           |
| 30 oktober 1963 | Nederland | 1 - 2 | Luxemburg | Rotterdam |
| 30 oktober 1963 |           |       |           | Rotterdam |

## Wereldkampioenschap voetbal 1962
Voor het wereldkampioenschap voetbal dat in 1962 in Chili werd gehouden, werd Nederland ingedeeld in een groep met twee tegenstanders. Enkel de groepswinnaar ging door naar het eindtoernooi.
Onder bondscoach Elek Schwartz begon Nederland in Rotterdam aan de kwalificatie met een thuiswedstrijd tegen Hongarije. De wedstrijd eindigde in een 0-3 nederlaag. In de tweede wedstrijd werd in Leipzig tegen de DDR met 1-1 gelijk gespeeld. De derde wedstrijd die op het programma stond was een thuiswedstrijd tegen de Oost-Duitsers. Door visum-problemen mochten de Oost-Duitse spelers echter Nederland niet in. Omdat Hongarije al zeker was van de groepswinst, doordat ze naast de overwinning op Nederland de DDR ook al twee keer hadden verslagen, is de wedstrijd nooit gespeeld. De laatste groepswedstrijd vond plaats in Boedapest tegen groepswinnaar Hongarije. Het duel eindigde in 3-3, maar zoals gezegd was Hongarije al zeker van de winst in de groep en was Nederland daarmee uitgeschakeld.
| # | Land                           | Wedstrijden | Wedstrijden | Wedstrijden | Wedstrijden | Doelpunten | Doelpunten | Doelpunten | Punten |
| - | ------------------------------ | ----------- | ----------- | ----------- | ----------- | ---------- | ---------- | ---------- | ------ |
| # | Land                           | G           | W           | G           | V           | V          | T          | Saldo      | Punten |
| 1 | Hongarije                      | 4           | 3           | 1           | 0           | 11         | 5          | +6         | 7      |
| 2 | Nederland                      | 3           | 0           | 2           | 1           | 4          | 7          | −3         | 2      |
| 3 | Duitse Democratische Republiek | 3           | 0           | 1           | 2           | 3          | 6          | −3         | 1      |

| # | Naam                 | Goals |
| - | -------------------- | ----- |
| 1 | Henk Groot           | 2     |
| 1 | Tonny van der Linden | 2     |

## Europees kampioenschap voetbal 1960
De KNVB schreef het Nederlands elftal niet in voor de eerste editie van het Europees Kampioenschap (destijds Europa Cup voor Landen geheten).

## Wereldkampioenschap voetbal 1958

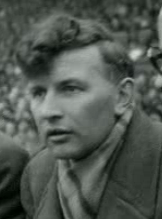
Abe Lenstra scoorde drie goals in de kwalificatie.

Voor het wereldkampioenschap voetbal dat in 1958 in Zweden werd gehouden, werd Nederland ingedeeld in een groep met twee tegenstanders. Enkel de groepswinnaar ging door naar het eindtoernooi.
Nederland begon onder bondscoach George Hardwick aan de kwalificatie met een 4-1-overwinning op Luxemburg. De tweede wedstrijd werd echter met 3-2 in Wenen verloren van Oostenrijk. Met Elek Schwartz als nieuwe bondscoach werd daarna met 5-2 van Luxemburg gewonnen. De laatste wedstrijd tegen Oostenrijk diende daarop gewonnen te worden om een goede kans te houden op kwalificatie met de wedstrijd Luxemburg - Oostenrijk nog op het programma. In Rotterdam werd echter met 1-1 gelijk gespeeld. Oostenrijk won daarna nog met 0-3 zijn laatste wedstrijd, waarmee Nederland was uitgeschakeld voor het eindtoernooi.
| # | Land       | Wedstrijden | Wedstrijden | Wedstrijden | Wedstrijden | Doelpunten | Doelpunten | Doelpunten | Punten |
| - | ---------- | ----------- | ----------- | ----------- | ----------- | ---------- | ---------- | ---------- | ------ |
| # | Land       | G           | W           | G           | V           | V          | T          | Saldo      | Punten |
| 1 | Oostenrijk | 4           | 3           | 1           | 0           | 14         | 3          | +11        | 7      |
| 2 | Nederland  | 4           | 2           | 1           | 1           | 12         | 7          | +5         | 5      |
| 3 | Luxemburg  | 4           | 0           | 0           | 4           | 3          | 19         | −16        | 0      |

| # | Naam             | Goals |
| - | ---------------- | ----- |
| 1 | Abe Lenstra      | 3     |
| 1 | Noud van Melis   | 3     |
| 3 | Cor van der Gijp | 2     |
| 4 | 4 spelers        | 1     |

## Wereldkampioenschap voetbal 1954
De KNVB schreef het Nederlands elftal niet in voor het WK 1954 in Zwitserland.

## Wereldkampioenschap voetbal 1950
De KNVB schreef het Nederlands elftal niet in voor het WK 1950 in Brazilië.

## Wereldkampioenschap voetbal 1938

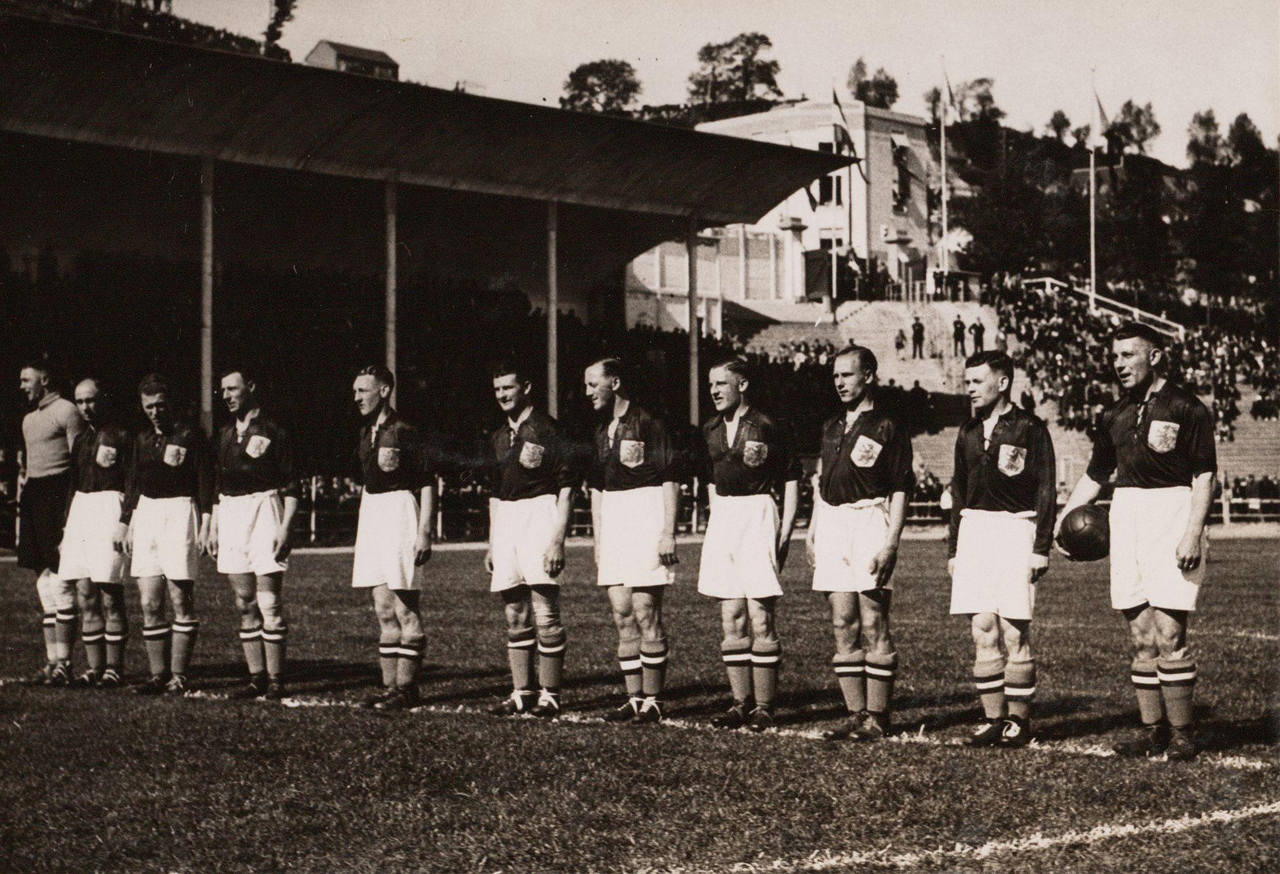
Het Nederlands elftal voor de wedstrijd tegen Tsjecho-Slowakije.

Nederland wist zich voor de tweede keer in de geschiedenis voor het wereldkampioenschap voetbal te plaatsen. Het toernooi vond in 1938 in Frankrijk plaats. In de kwalificatie groep eindigde Nederland als eerste voor Luxemburg (4-0 winst) en België (1-1) en plaatste zich daarmee voor het eindtoernooi.
In de eerste ronde van het eindtoernooi werd Tsjecho-Slowakije geloot. Tijdens de reguliere speeltijd werd er niet gescoord, waardoor er verlengd moest worden. Daarna was het al gauw raak. In de 93e minuut zette Josef Košťálek de Tsjecho-Slowaken op voorsprong en uiteindelijk werd er nog tweemaal gescoord, waarmee de eindstand 3-0 werd. Zo kon het Nederlands elftal net als op het vorige toernooi al na één wedstrijd weer naar huis.
|             |                   |              |           |                             |
| 5 juni 1938 | Tsjecho-Slowakije | 3 - 0 (n.v.) | Nederland | Stade Cavée Verte, Le Havre |
| 5 juni 1938 |                   |              |           | Stade Cavée Verte, Le Havre |

| Nederlands voetbalelftal - WK 1938                                                                                       | Nederlands voetbalelftal - WK 1938                                                                                     |
| --- | --- |
| - Anderiesen - Been - Caldenhove - De Boer - Drok - De Harder - Van Heel - Hogenbirk - Van Male - Michel - Ooms - Paauwe | - Pijpers - Plenter - Punt - Smit - Van Spaandonck - Van der Veen - Vente - Weber - Wels - De Winter Coach: Glendering |

## Wereldkampioenschap voetbal 1934

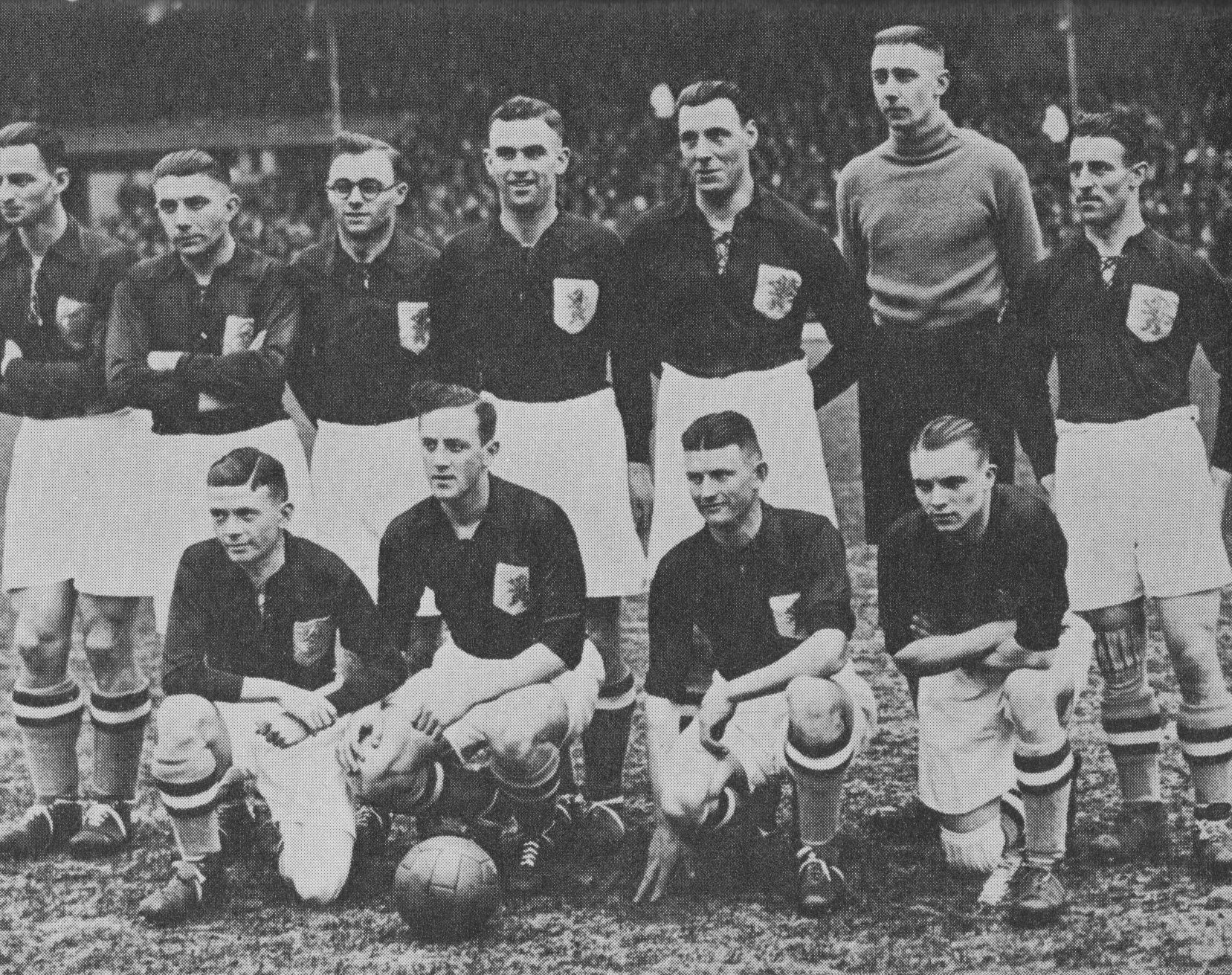
Het Nederlands elftal in die tijd.

Nederland wist zich in 1934 voor het eerst te plaatsen voor het wereldkampioenschap voetbal, nadat het zich niet voor het eerste toernooi (1930) had ingeschreven.
Het toernooi vond in 1934 in Italië plaats. In de kwalificatiegroep eindigde Nederland als eerste voor de Ierse vrijstaat (5-2 winst) en België (4-2 winst) en plaatste zich daarmee voor het eindtoernooi.
In de eerste ronde van het eindtoernooi werd Zwitserland geloot. De Zwitsers namen in de wedstrijd al na zeven minuten de leiding. Kick Smit bracht de stand weer op gelijke hoogte na 19 minuten spelen. Toch namen de Zwitsers nog voor rust opnieuw een voorsprong. In de tweede helft werd de marge zelfs uitgebouwd tot twee doelpunten. Leen Vente scoorde namens Nederland zes minuten voor tijd nog wel de aansluitingstreffer, maar de gelijkmaker kwam niet meer op het scorebord. Zo kon het Nederlands elftal na één wedstrijd alweer naar huis.
|             |           |       |             |                  |
| 27 mei 1934 | Nederland | 2 - 3 | Zwitserland | San Siro, Milaan |
| 27 mei 1934 |           |       |             | San Siro, Milaan |

| Nederlands voetbalelftal - WK 1934 | Nederlands voetbalelftal - WK 1934                                                                                   |
| --- | --- |
| - Anderiesen - Bakhuijs - Van Diepenbeek - Graafland - Halle - Van Heel - Lagendaal - Van Male - Van der Meulen - Mijnders - Mol - Van Nellen | - Oprinsen - Paauwe - Pellikaan - Van Run - Schoemaker - Smit - Vente - Vrauwdeunt - Weber - Wels Coach: Glendenning |

## Wereldkampioenschap voetbal 1930
Nederland had zich kandidaat gesteld om als gastland op te treden voor de eerste editie van het wereldkampioenschap voetbal. Andere kandidaten waren Zweden, Spanje, Italië en Uruguay. Toen de organisatie aan Uruguay werd toegewezen besloot de Nederlands voetbalbond na lang beraad in verband met de lange reis en hoge kosten geen Nederlands elftal naar Zuid-Amerika te sturen.